# 最高気温記録一覧

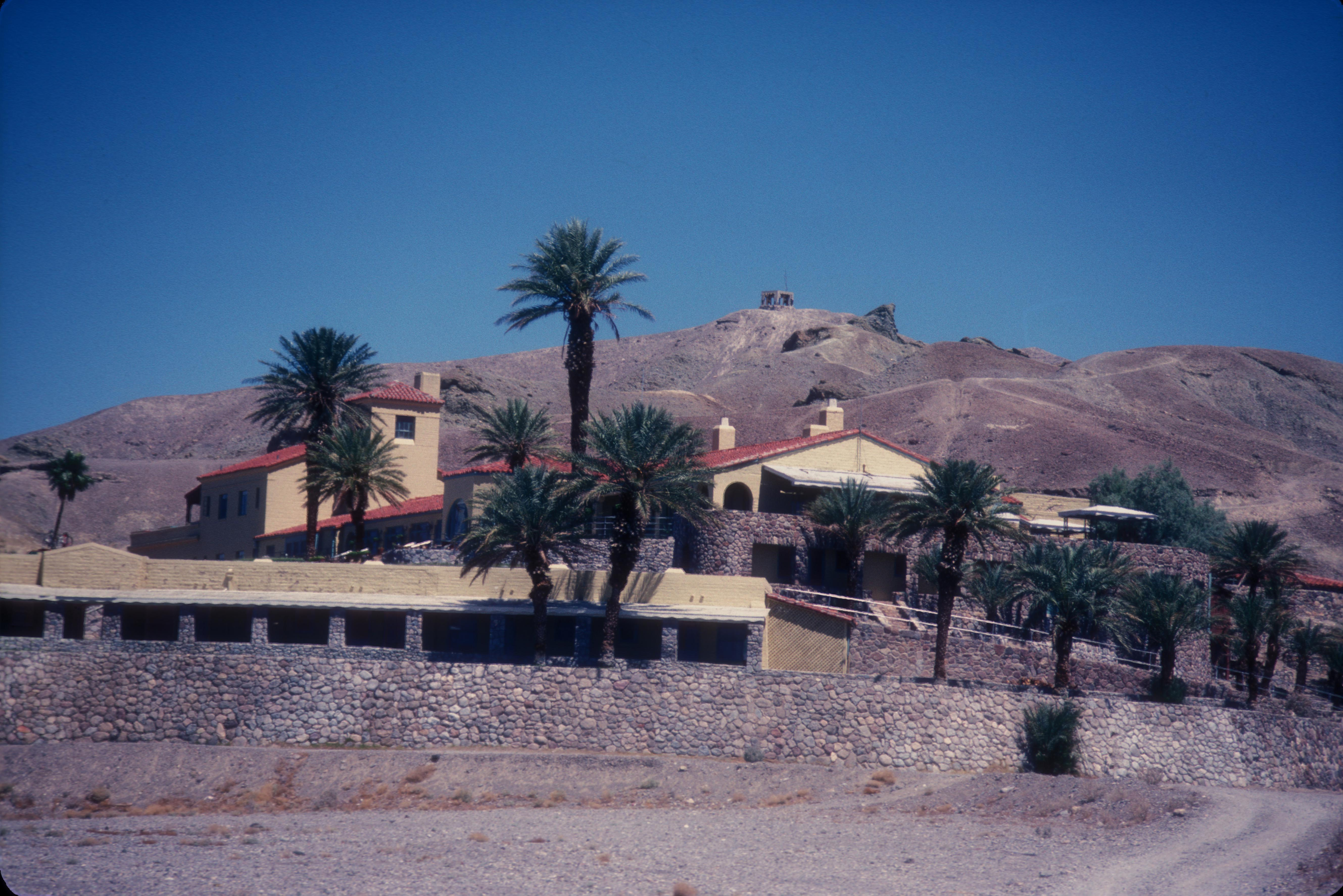
世界最高気温を観測したアメリカ合衆国カリフォルニア州デスバレー

最高気温記録一覧（さいこうきおんきろくいちらん）は、気象記録一覧に掲載されていた記録のうち、最高記録に関する記録を分割したものである。
各大州の観測史上最高気温

## 世界の観測史上最高気温

### アフリカ

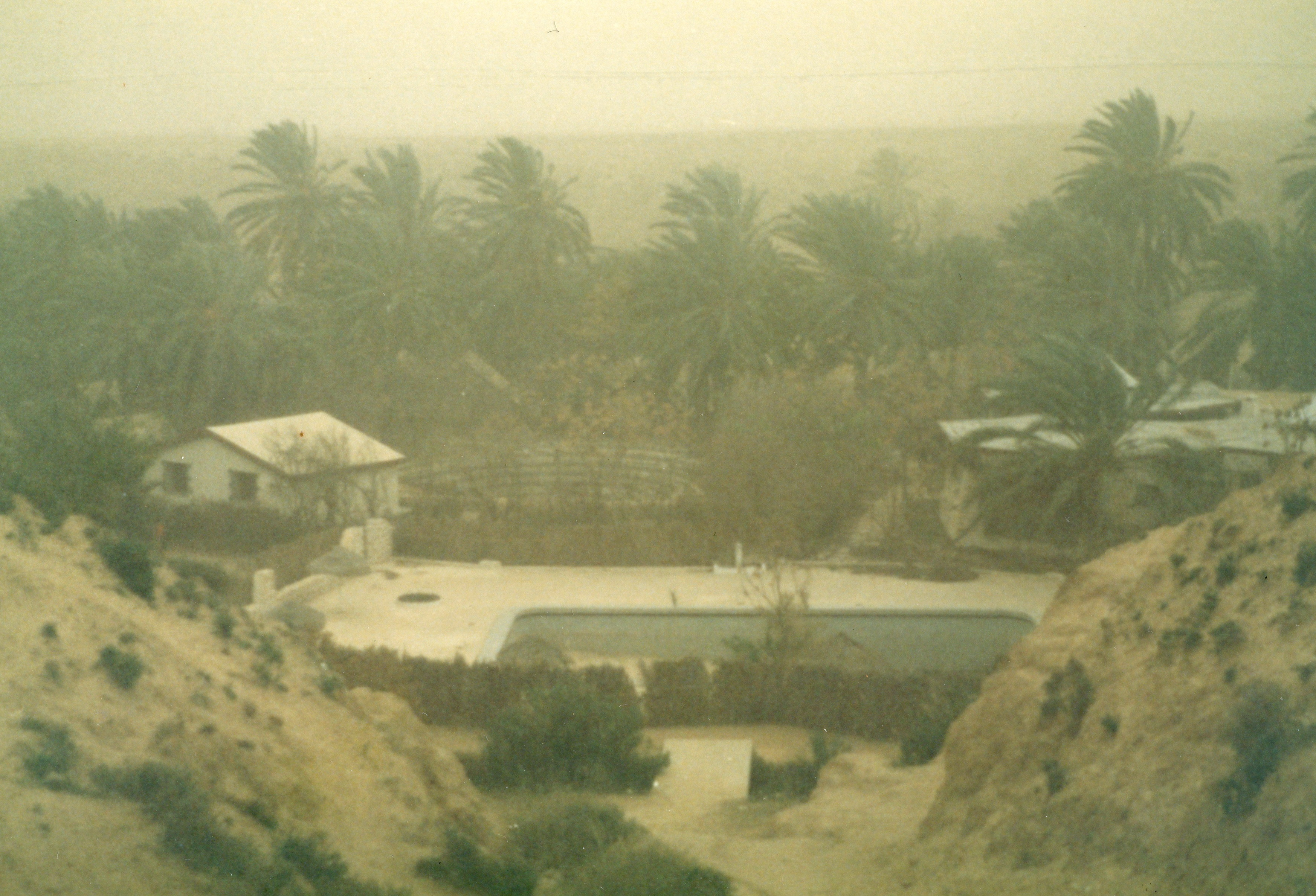
アフリカの観測史上最高気温を記録したチュニジアのケビリ

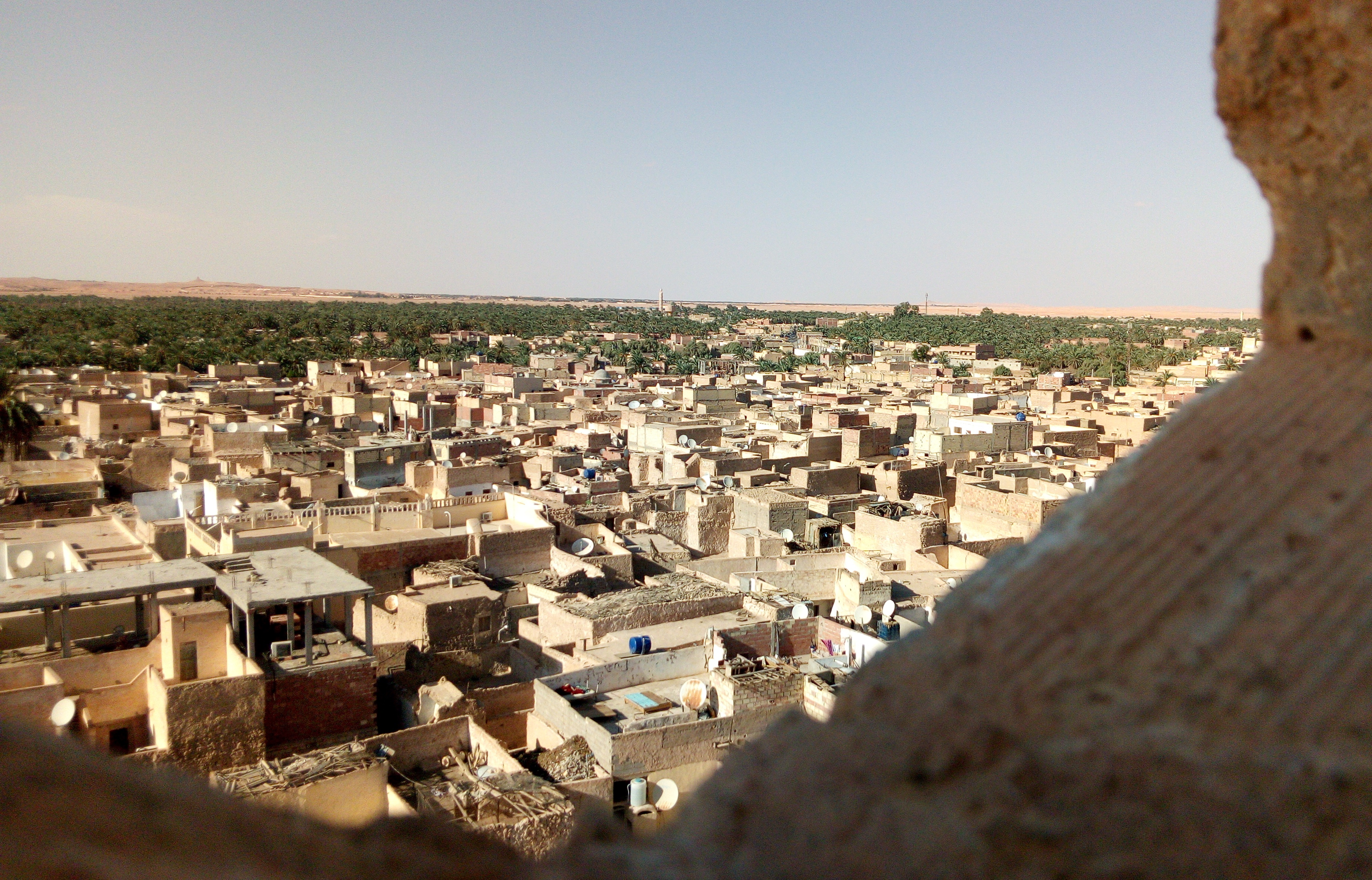
アルジェリアの観測史上最高気温を記録したワルグラ

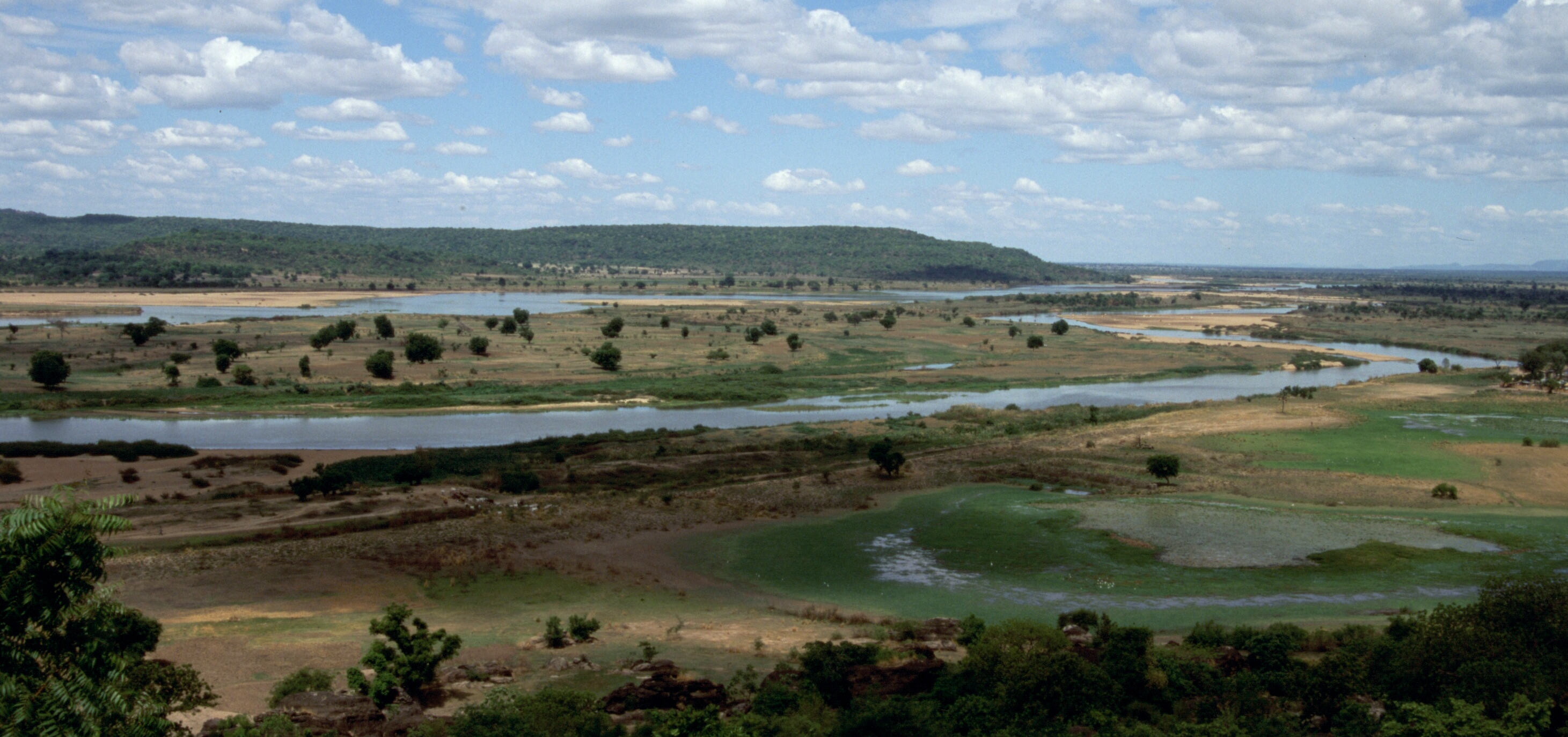
ナイジェリアの観測史上最高気温を記録したヨラ

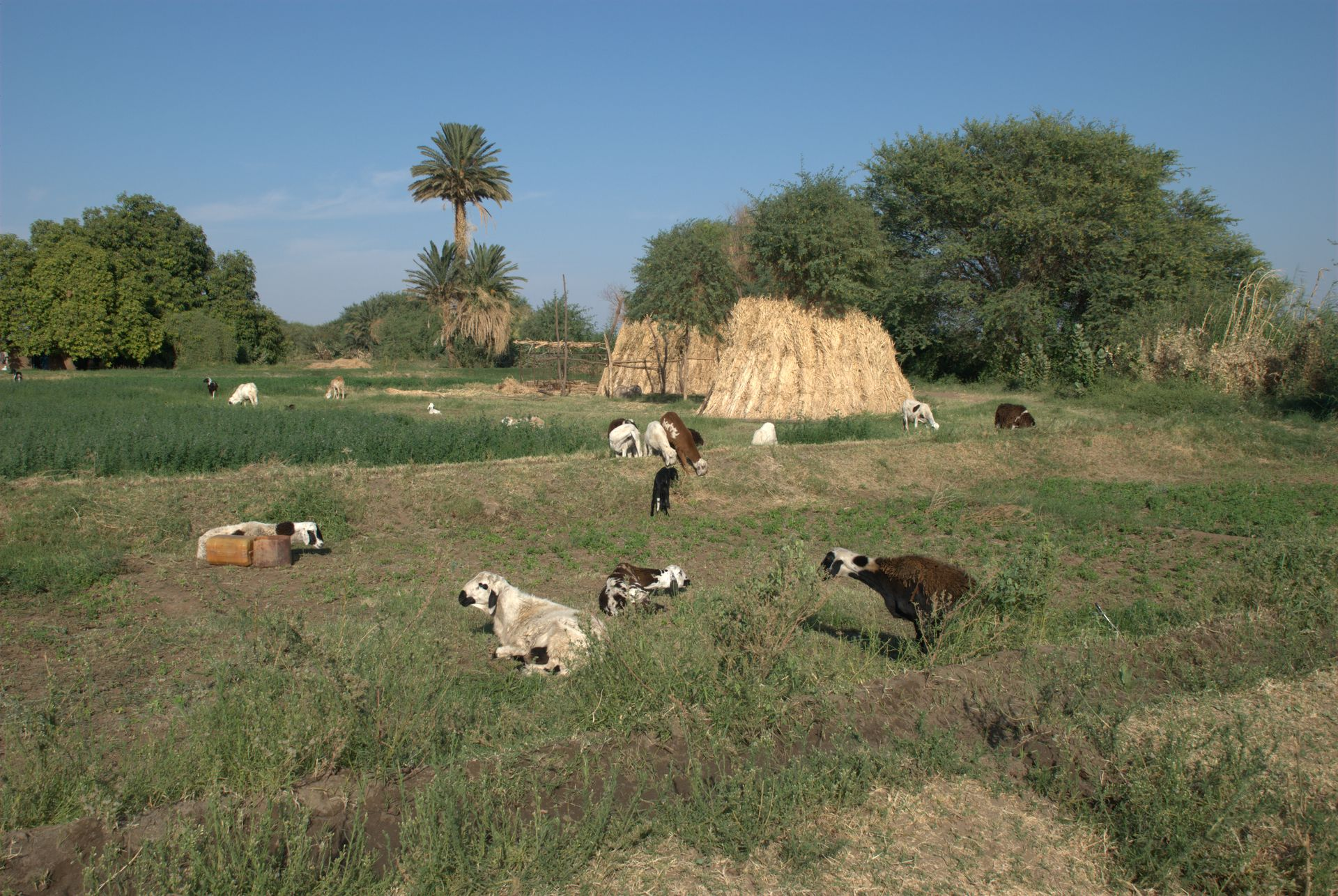
スーダンの観測史上最高気温を記録したドンゴラ

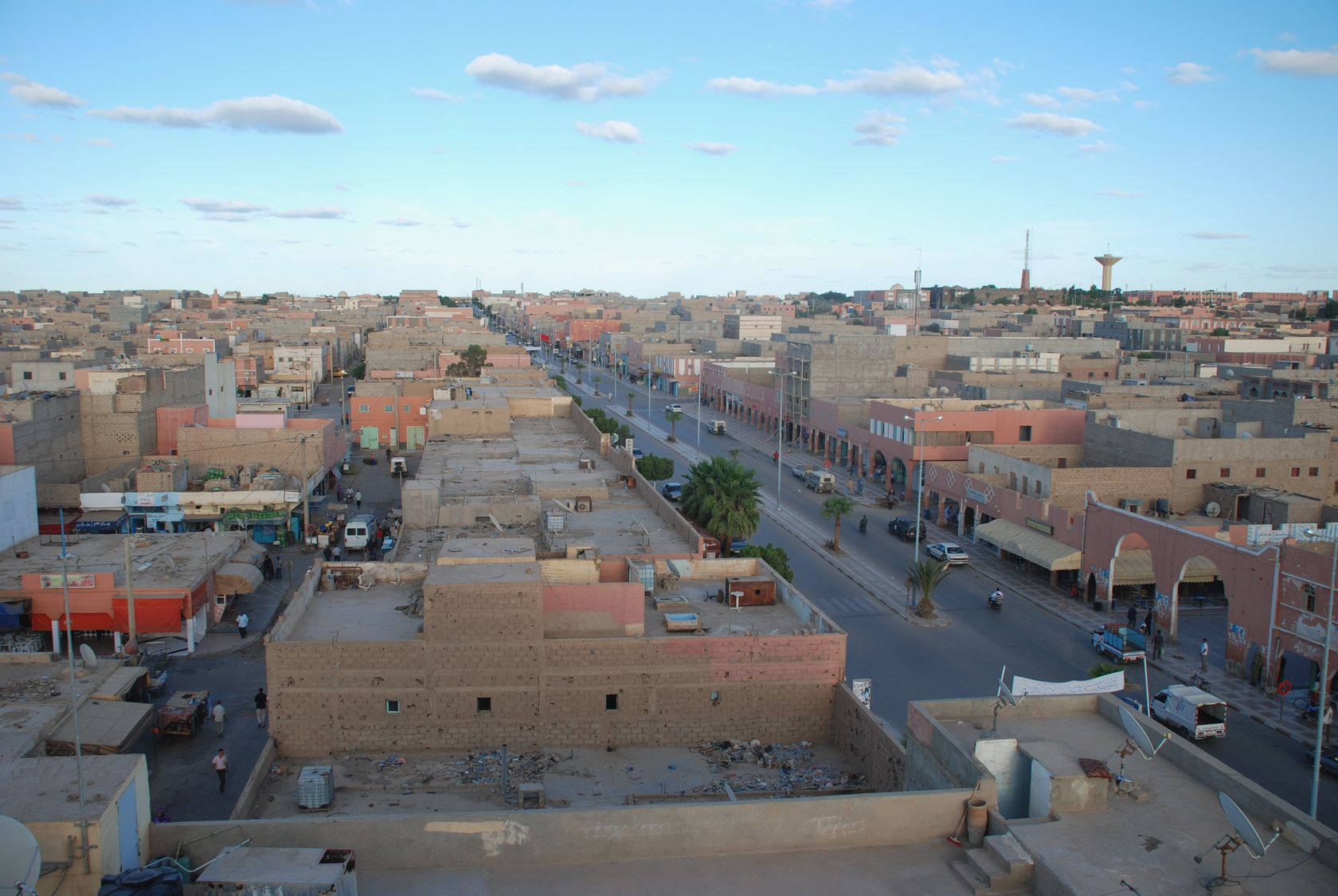
西サハラの観測史上最高気温を記録したサマラ

※ブルキナとはブルキナファソのこと。
| 国/地域                                     | 気温  | 町/地点                                                                | 年月日                    |
| ------------------------------------------- | ----- | ---------------------------------------------------------------------- | ------------------------- |
| アルジェリア                                | 51.3℃ | エル・バヤード県・エル・バヤード ワルグラ県ワルグラ                    | 1979年9月2日 2018年7月5日 |
| ボツワナ                                    | 44.0℃ | ノースウェスト地区マウン                                               | 2016年1月7日              |
| ブルキナファソ                              | 47.2℃ | セノ県ドリ                                                             | 1984年                    |
| チャド                                      | 47.6℃ | ボルク州ボルク県ファヤ・ラルジョー                                     | 2010年6月22日             |
| コモロ                                      | 36.0℃ | グランドコモロ島・アアイア（プリンス・サイード・イブラヒーム国際空港） | 2017年11月15日            |
| エスワティニ（旧スワジランド）              | 47.4℃ | シセルウェニ地方ラブミサ                                               | 不明                      |
| ガンビア                                    | 49.0℃ | ガンビア川下流地方西ジャラ地区ジェノイ                                 | 2001年                    |
| ガーナ                                      | 43.8℃ | アッパー・イースト州カッセナ・ナンカナ地区ナブロンゴ                   | 2017年3月26日             |
| ギニア                                      | 45℃   | ボケ州・クンダラ                                                       | 2017年3月29日             |
| マダガスカル                                | 43.6℃ | トゥリアラ州アンモ＝アンドルファナ地域アンパニヒ地区エジュダ           | ?                         |
| モロッコ （当時はフランス保護領モロッコ）   | 51.7℃ | スース＝マサ地方ガディール・イダウトナン県アガディール                 | 1940年8月19日             |
| ニジェール                                  | 49.5℃ | ディファ州ディファ県ディファ                                           | 1978年9月7日              |
| ナイジェリア                                | 46.4℃ | アダマワ州ヨラ                                                         | 2010年4月3日              |
| レユニオン                                  | 36.9℃ | サンポール区ル・ポール                                                 | 2004年3月6日              |
| 南アフリカ（当時は 南アフリカ連邦）         | 50℃   | 東ケープ州・ダンブロディ―                                              | 1918年11月3日             |
| スーダン                                    | 49.7℃ | 北部州ドンゴラ                                                         | 2010年6月25日             |
| チュニジア (当時はフランス保護領チュニジア) | 55℃   | ケビリ県ケビリ                                                         | 1931年7月7日              |
| 西サハラ (当時はスペイン領サハラ)           | 50.7℃ | ラユーン＝サキア・エル・ハムラ地方スマラ州スマラ                       | 1961年7月13日             |
| ザンビア                                    | 42.4℃ | 東部州・ムフウェ                                                       | 2010年10月13日            |

### 南極

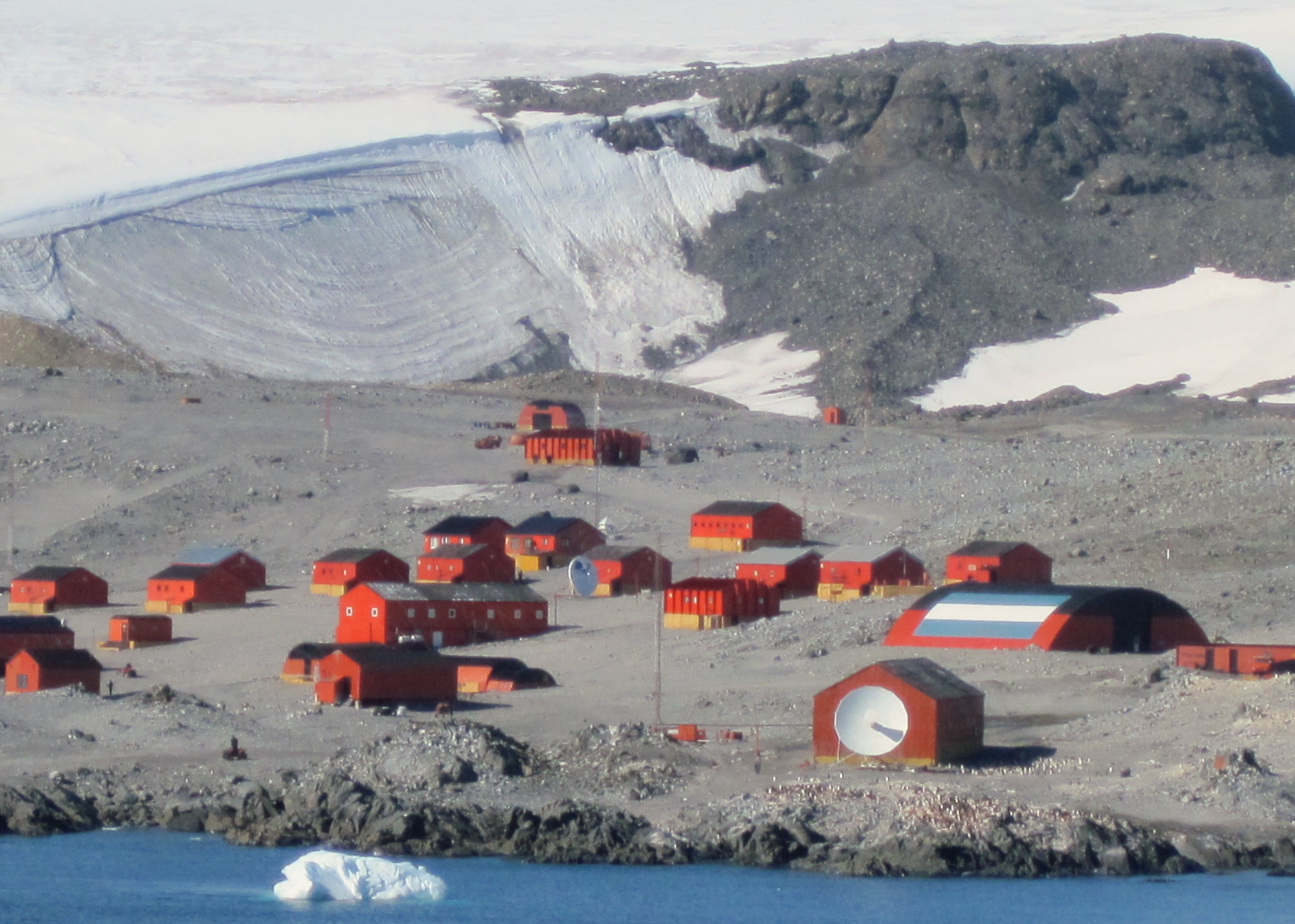
南極大陸での観測史上最高気温を記録したエスペランサ基地

| 国/地域                          | 気温   | 町/地点                                                                                     | 年月日         |
| -------------------------------- | ------ | ------------------------------------------------------------------------------------------- | -------------- |
| 南緯60度線以南の全ての陸地・氷床 | 19.8℃  | サウス・オークニー諸島シグニー島（シグニー基地）                                            | 1982年1月30日  |
| 南極大陸並びにそれに隣接する島嶼 | 18.3℃  | トリニティ半島・エスペランサ基地                                                            | 2020年2月6日   |
| 南極高原（標高2500m以上)         | -7.0℃  | 無人気象観測所D-80(座標:南緯70度6分 東経134度53分 / 南緯70.100度 東経134.883度、標高:2500m) | 1989年12月28日 |
| 南極点                           | -12.3℃ | アムンゼン・スコット基地                                                                    | 2011年12月25日 |

### アジア
略称:IR→イラン、以→イスラエル、KW→クウェート、IQ→イラク、PK→パキスタン、SA→サウジアラビア、OM→オマーン、QA→カタール、TM→トルクメニスタン、JO→ヨルダン、AS→アフガニスタン、叙→シリア、香→カザフスタン、土→トルコ、TG→タジキスタン、緬→ミャンマー、NP→ネパール、AZ→アゼルバイジャン、BD→バングラデシュ、KG→キルギス、蒙→モンゴル、AM→アルメニア、越→ベトナム、柬→カンボジア、老→ラオス、尼→インドネシア、馬→マレーシア、不→ブータン、星→シンガポール、MV→モルディブ
| 国/地域                                                                   | 気温  | 町/地点                                                                                               | 年月日                      |
| ------------------------------------------------------------------------- | ----- | --- | --------------------------- |
| アフガニスタン                                                            | 49.9℃ | ファラー州ファラー                                                                                    | 2009年8月                   |
| アルメニア                                                                | 43.7℃ | シュニク地方メグリ地区メグリ エレバン直轄市                                                           | 2011年8月1日 2018年7月12日  |

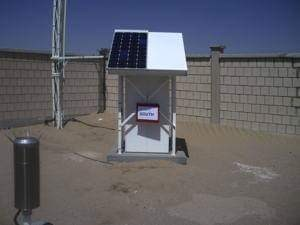
アジアの観測史上最高気温を記録したクウェートのミトリーバ

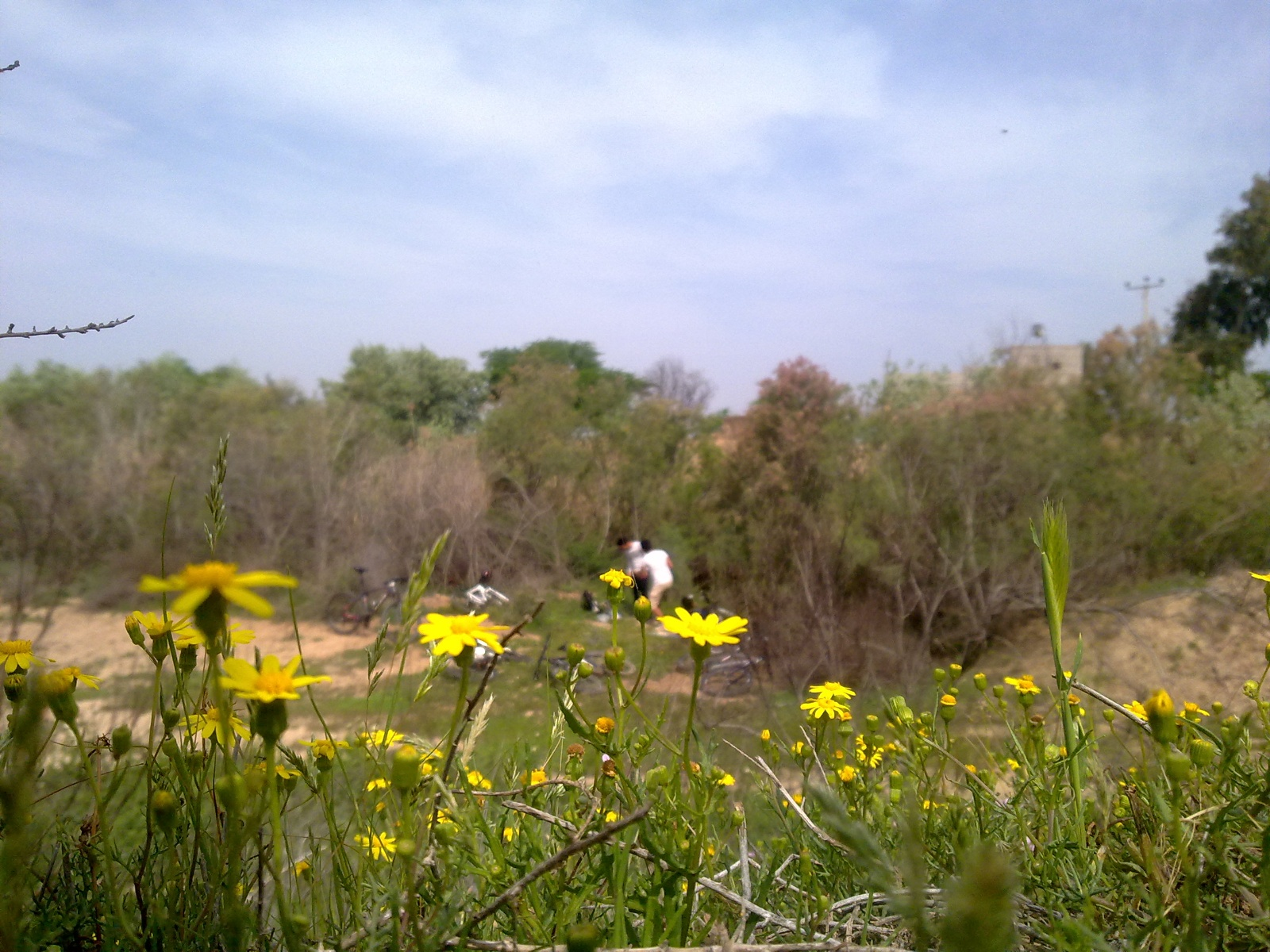
アジアの観測史上最高気温を記録したイランのアフヴァーズ

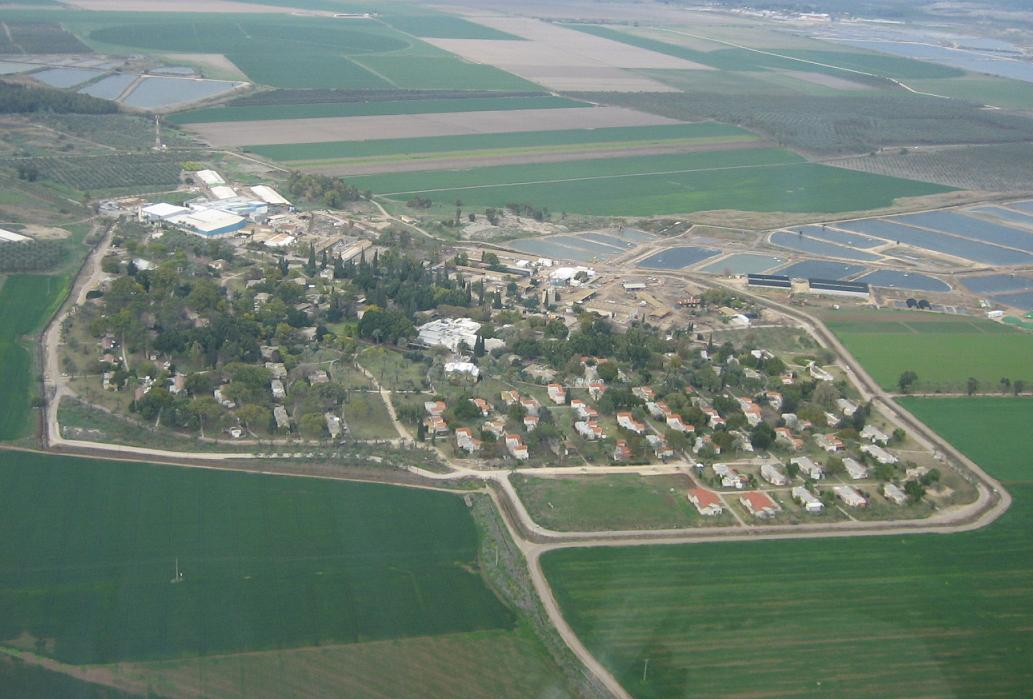
アジアの観測史上最高気温を記録したイスラエルのティラートスビ

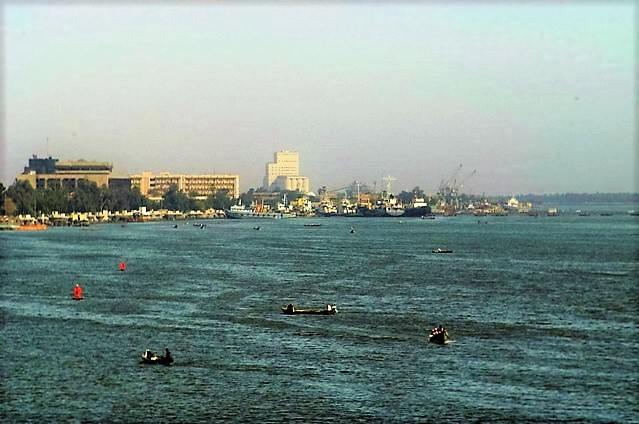
イラクの観測史上最高気温を記録したバスラ

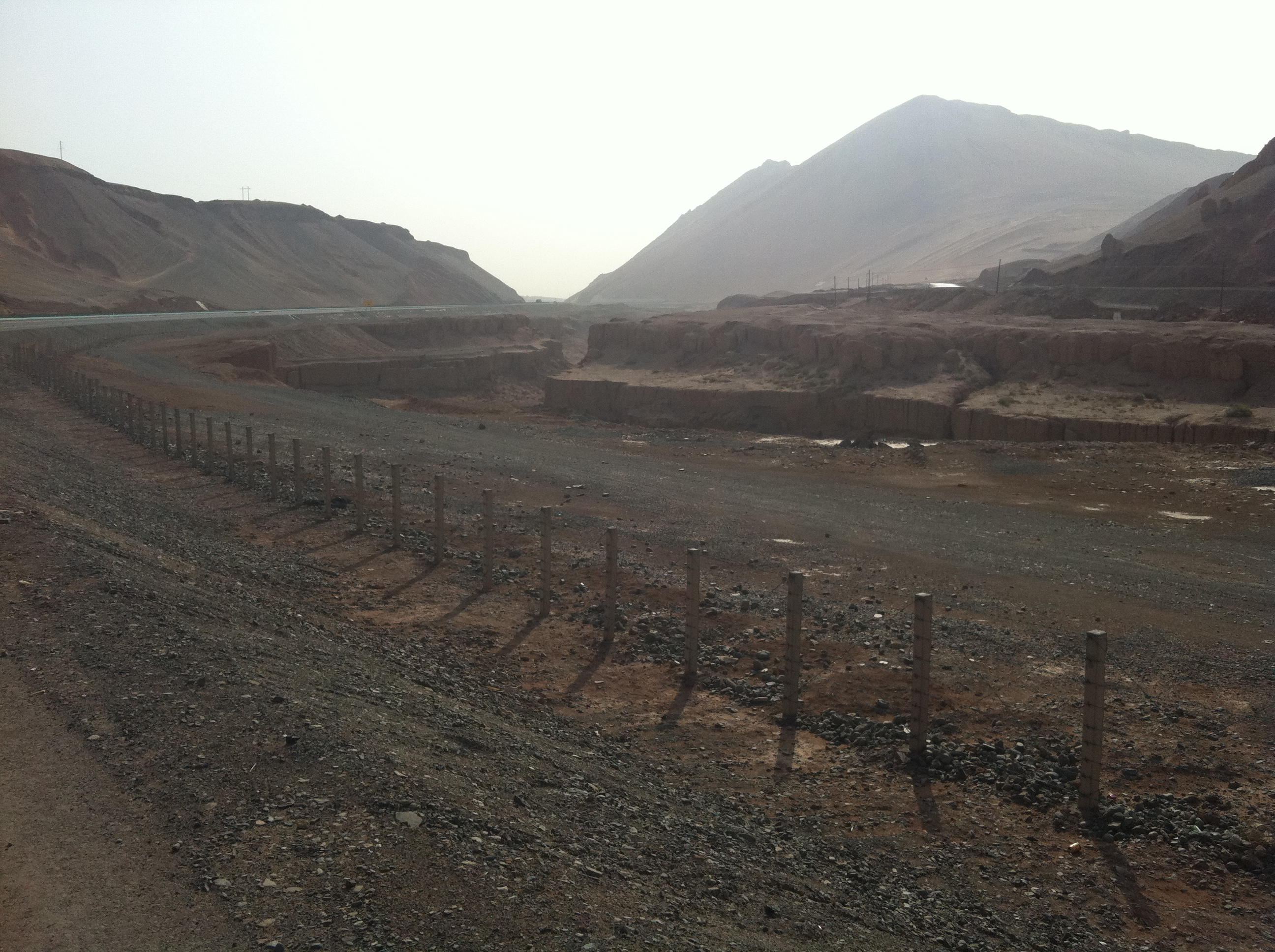
中華人民共和国の観測史上最高気温を記録したトルファン

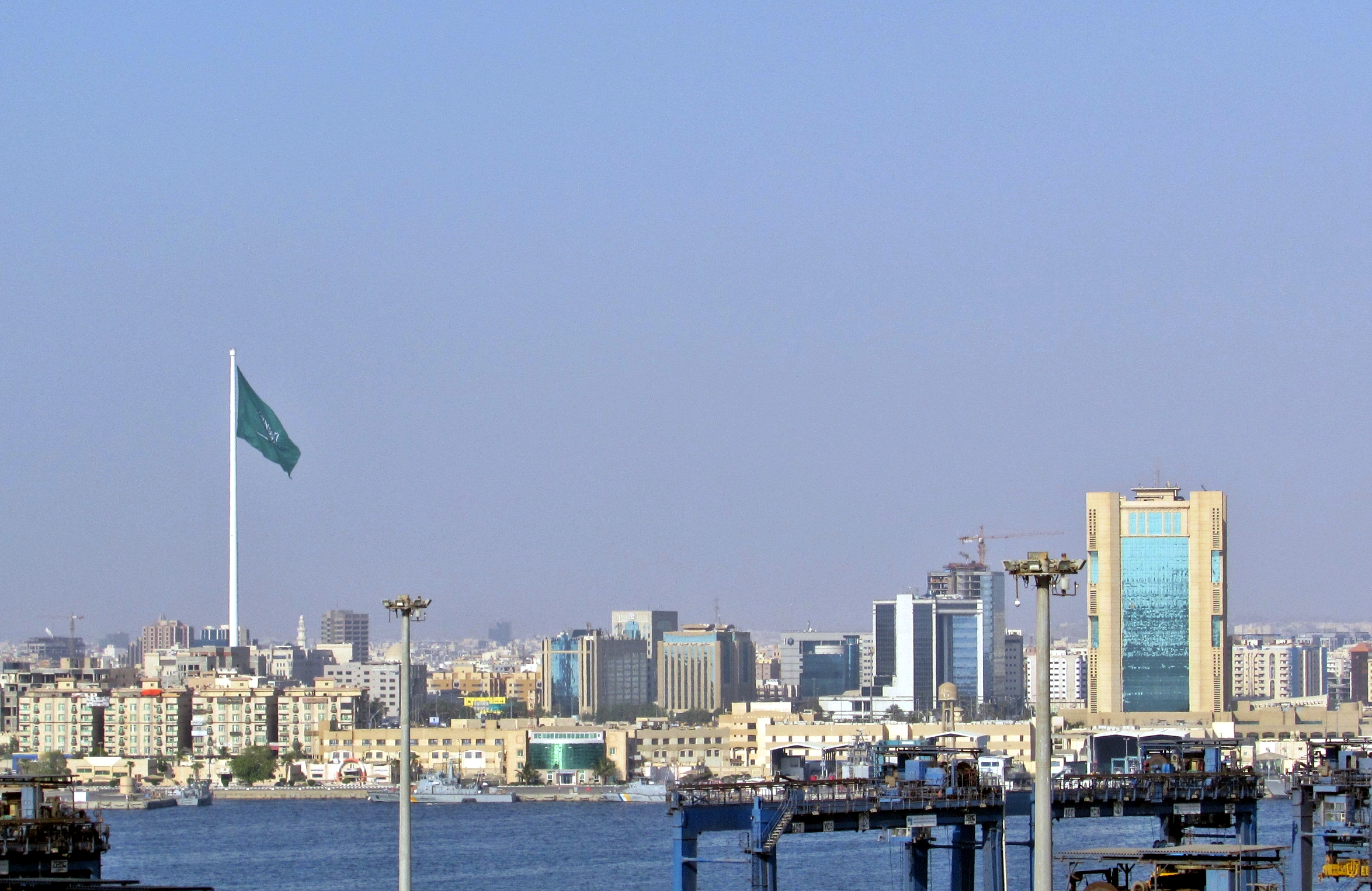
サウジアラビアの観測史上最高気温を記録したジッダ

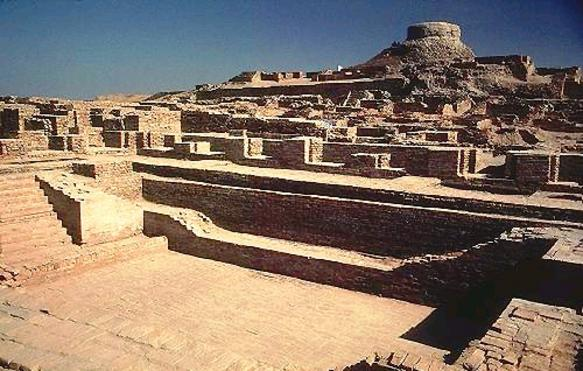
パキスタンの観測史上最高気温を記録したモヘンジョダロ

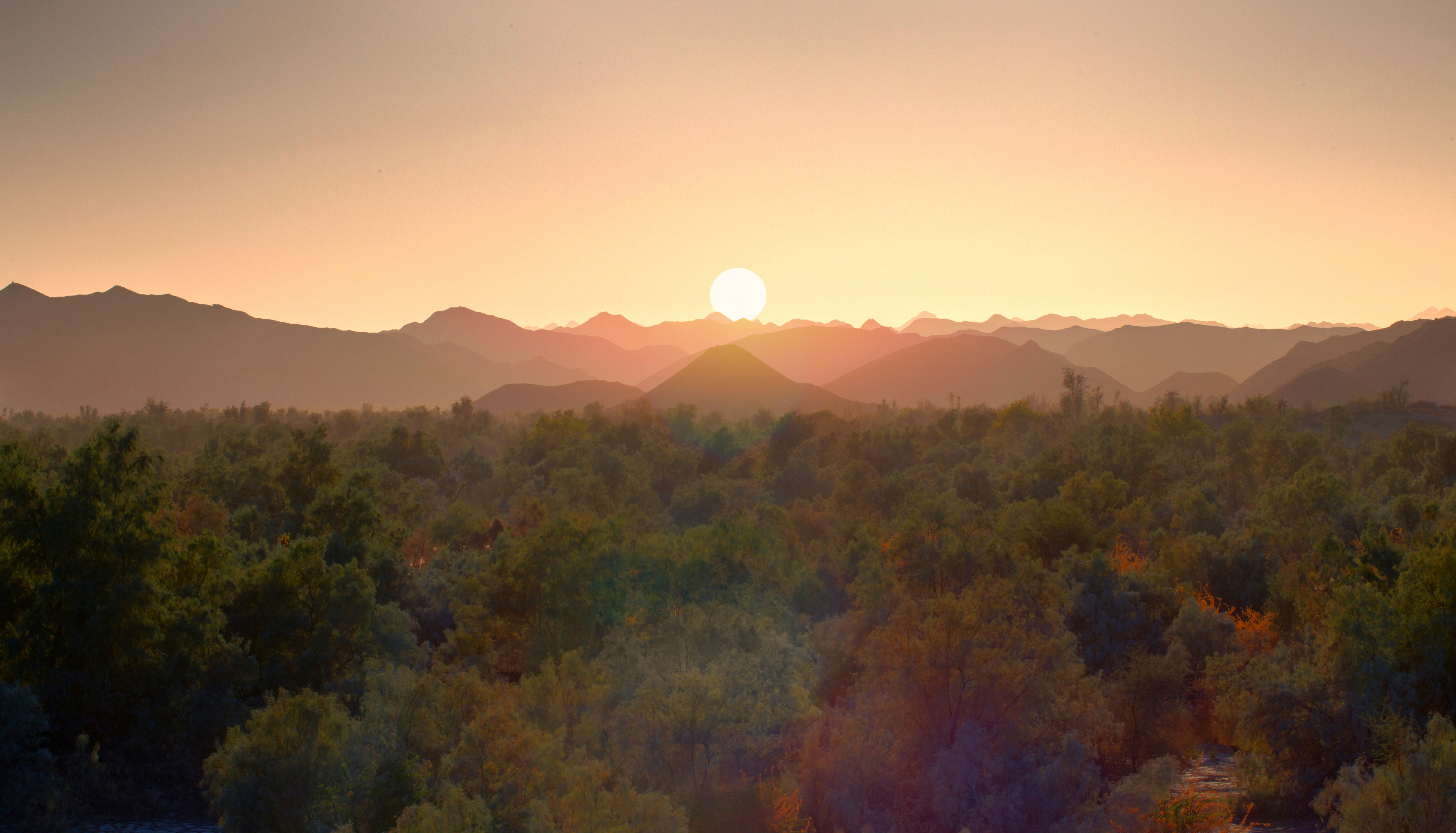
パキスタンの観測史上最高気温を記録したトゥルバット

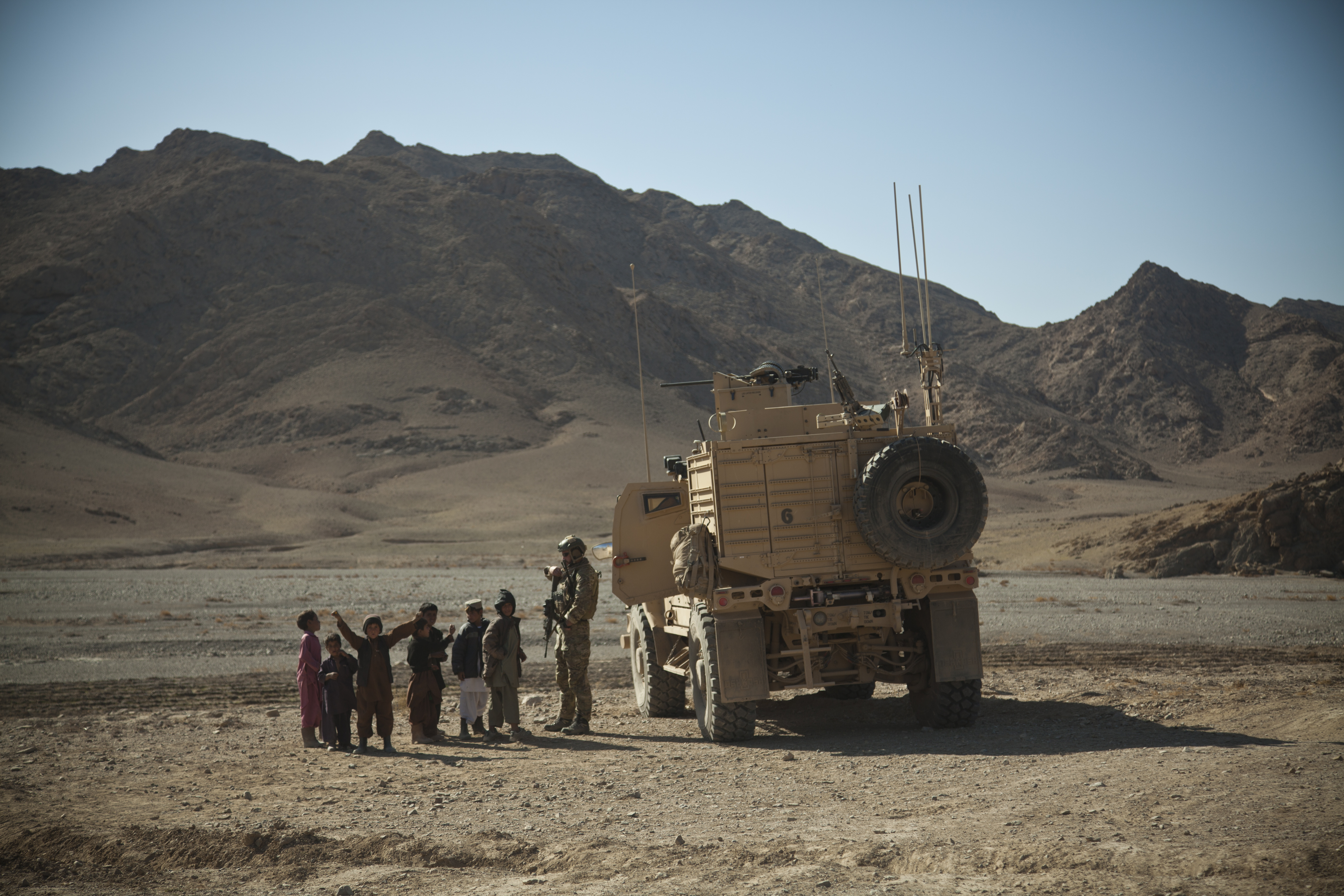
アフガニスタンの観測史上最高気温を記録したファラー

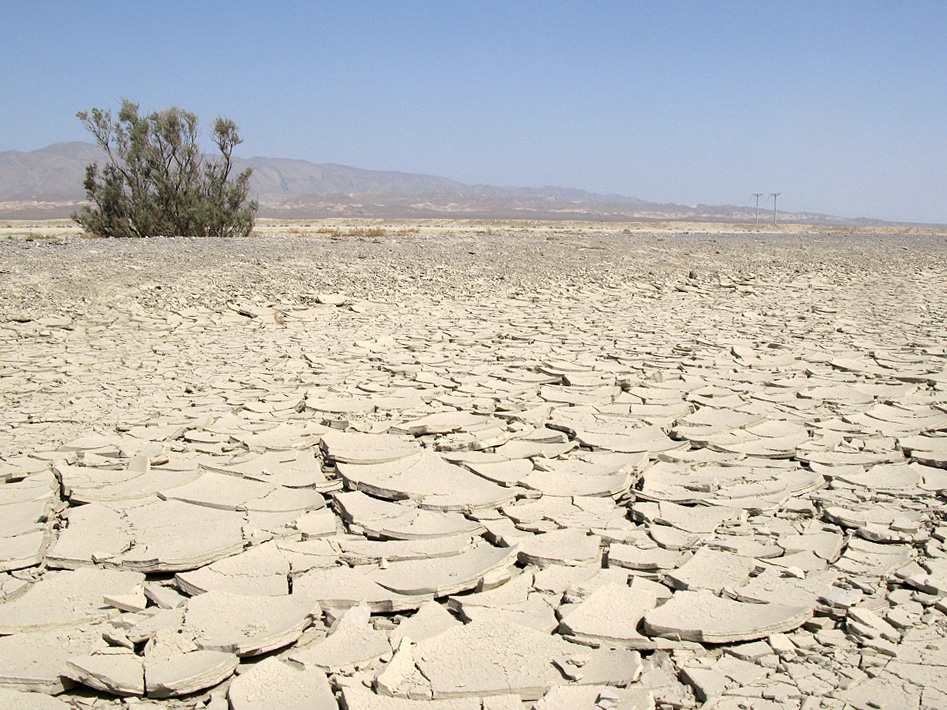
トルクメニスタンの観測史上最高気温を記録したリピテック生態系保護区

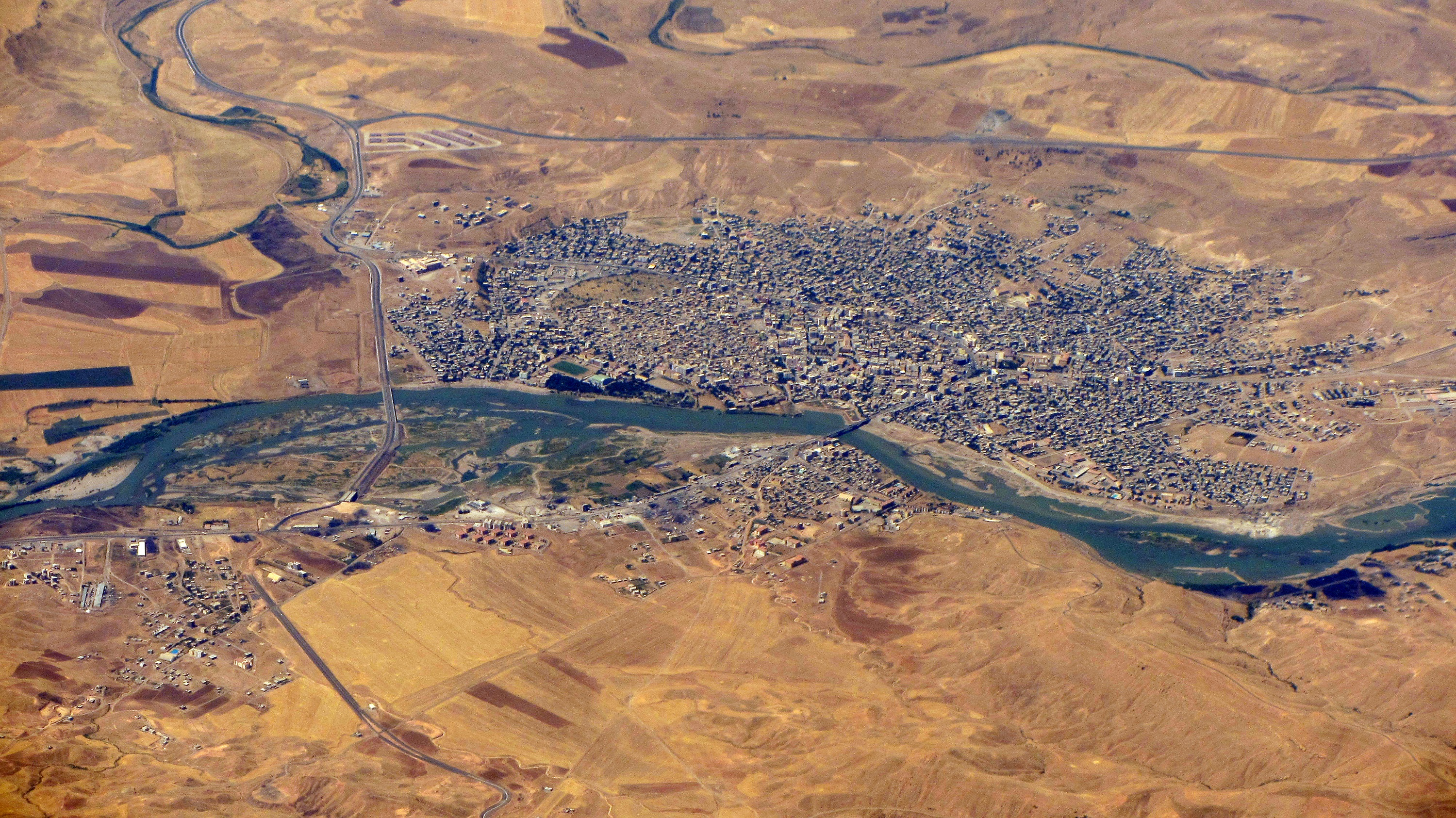
トルコの観測史上最高気温を記録したジズレ

| アゼルバイジャン                                                          | 46.0℃ | ナヒチェヴァン自治共和国ジュファ地区ジュファ ナヒチェヴァン自治共和国オルドゥバッド地区オルドゥバッド | 不明                        |
| バングラデシュ                                                            | 45.1℃ | ラジシャヒ管区ラジシャヒ県ラジシャヒ                                                                  | 1972年5月30日               |
| ブータン                                                                  | 40℃   | チュカ県プンツォリン                                                                                  | 1997年8月27日               |
| カンボジア                                                                | 42.6℃ | プリアヴィヒア州                                                                                      | 2016年4月15日               |
| 中国                                                                      | 50.5℃ | 新疆ウイグル自治区トルファン・高昌区二堡郷                                                            | 2017年7月10日               |
| 香港                                                                      | 39.0℃ | 新界元朗区天水囲（香港湿地公園）                                                                      | 2017年8月22日               |
| マカオ                                                                    | 39.0℃ | コロアネ島                                                                                            | 2017年8月22日               |
| インド                                                                    | 51.0℃ | ラージャスターン州ジョードプル管区ジョードプル地区ファローディ                                        | 2016年5月19日               |
| インドネシア                                                              | 40.6℃ | 南カリマンタン州・バンジャルバル                                                                      | 1997年8月16日               |
| イラン                                                                    | 54℃   | フーゼスターン州アフヴァーズ（アフヴァーズ空港(OIAW)）                                                | 2017年6月29日               |
| イラク                                                                    | 53.8℃ | バスラ県バスラ地区バスラ                                                                              | 2016年7月22日               |
| イスラエル (当時はイギリス委任統治領パレスチナ)                           | 54℃   | 北部地区ティラートズビ                                                                                | 1942年6月21日               |
| 日本                                                                      | 41.8℃ | 群馬県伊勢崎市                                                                                        | 2025年8月5日                |
| ヨルダン                                                                  | 50℃   | アンマン県アンマン（ヨルダン大学農業研究センター）                                                    | 2002年9月6日                |
| カザフスタン                                                              | 49.1℃ | テュルキスタン州テュルキスタン                                                                        | 不明                        |
| クウェート                                                                | 53.9℃ | ジャハラー県ミトリーバ                                                                                | 2016年7月21日               |
| キルギス                                                                  | 44.0℃ | 不明                                                                                                  | 不明                        |
| ラオス                                                                    | 42.3℃ | サワンナケート県オーソウムフォン郡セノ                                                                | 2016年4月12日               |
| マレーシア                                                                | 40.1℃ | プルリス州チュピン                                                                                    | 1998年4月9日                |
| モルディブ                                                                | 34.9℃ | ハ・ダール環礁のハニマアッドホー島                                                                    | 2016年4月16日               |
| モンゴル                                                                  | 44.0℃ | ダルハン・オール県・コンゴル                                                                          | 1999年7月24日               |
| ミャンマー                                                                | 47.2℃ | ザガイン地方域ザガイン県ミンムー地区ミンムー                                                          | 2010年5月14日               |
| ネパール                                                                  | 46.4℃ | スドゥパシュチム・プラデーシュ州カイラリ郡ダンガルヒ                                                  | 1995年6月16日               |
| オマーン                                                                  | 51.6℃ | 北シャルキーヤ行政区ジョバ                                                                            | 2021年6月16日               |
| パキスタン                                                                | 53.7℃ | シンド州ラーカナ地区モヘンジョダロ並びにバローチスターン州ケッチ地区トゥルバットテシルトゥルバット    | 2017年5月28日 2010年5月26日 |
| フィリピン (1912年当時はフィリピン自治領)                                 | 42.2℃ | カガヤン・バレー地方カガヤン州トゥゲガラオ                                                            | 1912年4月12日 1969年5月11日 |
| カタール                                                                  | 50.4℃ | ドーハ自治体ドーハ                                                                                    | 2010年7月14日               |
| ロシア (シベリア) (当時は帝政ロシア)                                      | 43.2℃ | シベリア連邦管区ザバイカリエ地方チチンスキー地区チタ                                                  | 1898年6月5日                |
| サウジアラビア                                                            | 52.0℃ | マッカ州ジッダ                                                                                        | 2010年6月23日               |
| シンガポール                                                              | 37.0℃ | 南西社会開発協議会管内のテンガ                                                                        | 1983年4月17日               |
| 韓国                                                                      | 41.0℃ | 江原道洪川郡                                                                                          | 2018年8月1日                |
| シリア                                                                    | 49.4℃ | 不明                                                                                                  | 不明                        |
| 台湾                                                                      | 40.2℃ | 台東県大武郷 台東県台東市                                                                             | 2020年7月25日 2004年5月9日  |
| タジキスタン                                                              | 48.0℃ | ハトロン州パンジ・ポヨン                                                                              | 不明                        |
| タイ                                                                      | 44.6℃ | メーホンソーン県ムアンメーホンソーン郡メーホーンソーン                                                | 2016年4月28日               |
| トルコ                                                                    | 49.1℃ | シュルナク県・ジズレ                                                                                  | 2021年7月20日               |
| トルクメニスタン (当時はソビエト連邦のトルクメン・ソビエト社会主義共和国) | 50.1℃ | レバプ州リピテック生態系保護区（カラクム砂漠内）                                                      | 1983年7月28日               |
| アラブ首長国連邦                                                          | 52.1℃ | シャールジャ首長国アル・ジャジーラ（国境の門）                                                        | 2002年7月                   |
| ベトナム                                                                  | 43.4℃ | ハティン省フオンケー県                                                                                | 2019年4月20日               |

### ヨーロッパ
略称:希→ギリシャ、葡→ポルトガル、西→スペイン、BA→ボスニア・ヘルツェゴビナ、CY→キプロス、北→北マケドニア、勃→ブルガリア、塞→セルビア、ME→モンテネグロ、羅→ルーマニア、阿→アルバニア、MT→マルタ、克→クロアチア、摩→モルドバ、烏→ウクライナ、洪→ハンガリー、白→ベルギー、瑞→スイス、盧→ルクセンブルク、SI→スロベニア、蘭→オランダ、VA→バチカン、墺→オーストリア、捷→チェコ、SM→サンマリノ、SK→スロバキア、波→ポーランド、白露→ベラルーシ、典→スウェーデン、良→ラトビア、立→リトアニア、芬→フィンランド、丁→デンマーク、EE→エストニア、諾→ノルウェー、愛→アイルランド、氷→アイスランド

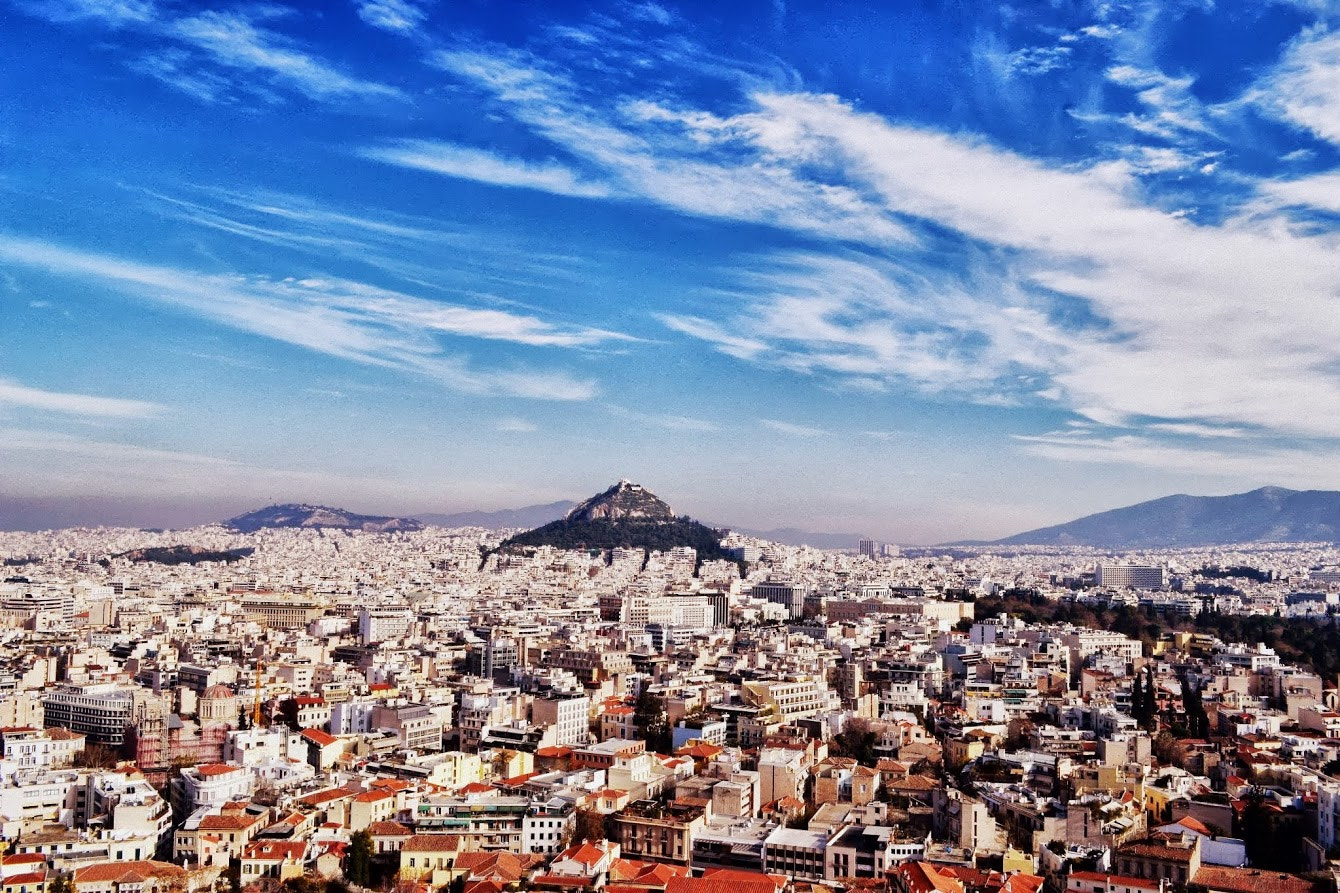
ヨーロッパの観測史上最高気温を記録したギリシャのアテネ

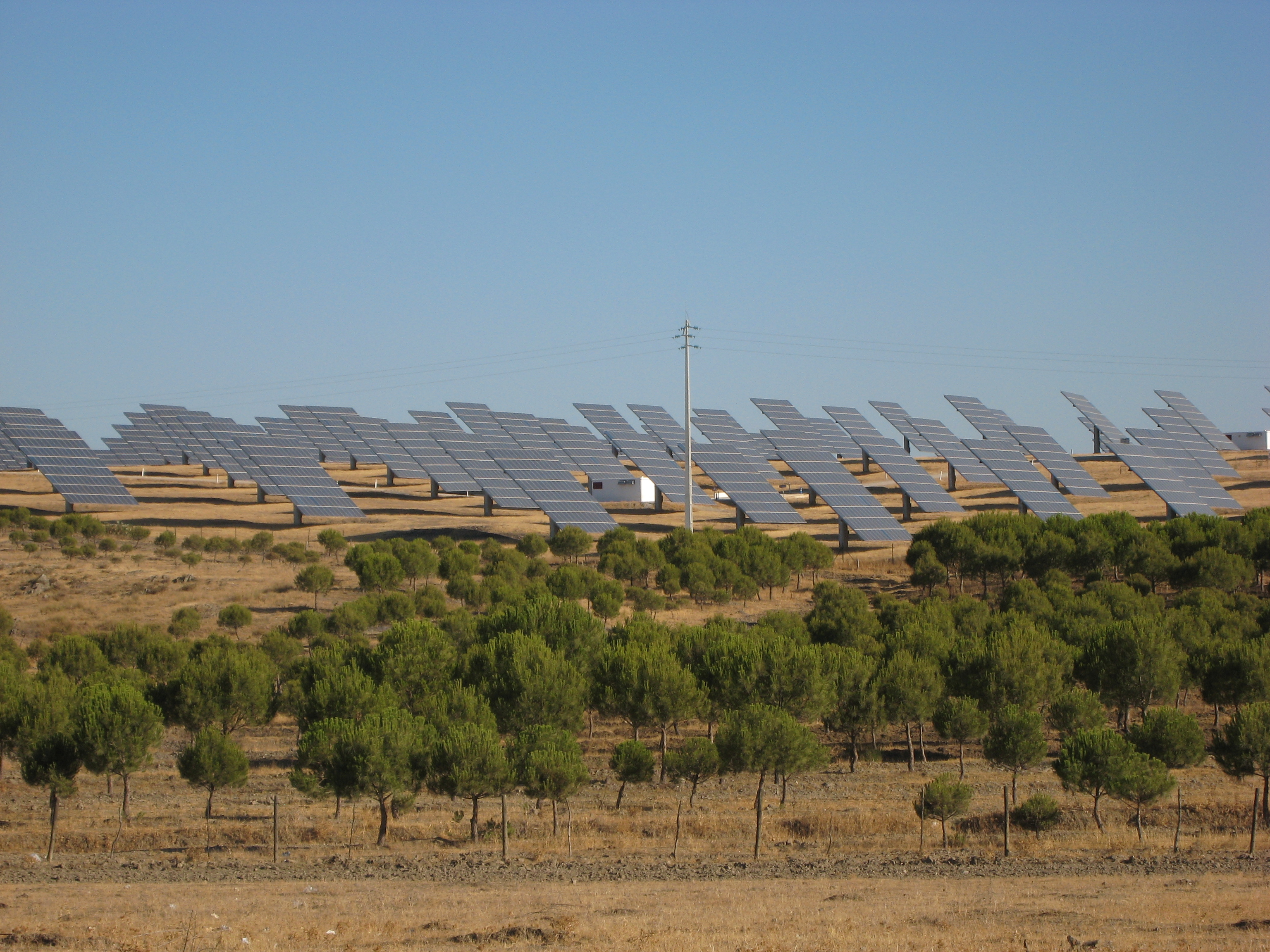
ポルトガルの観測史上最高気温を記録したアマレレジャ

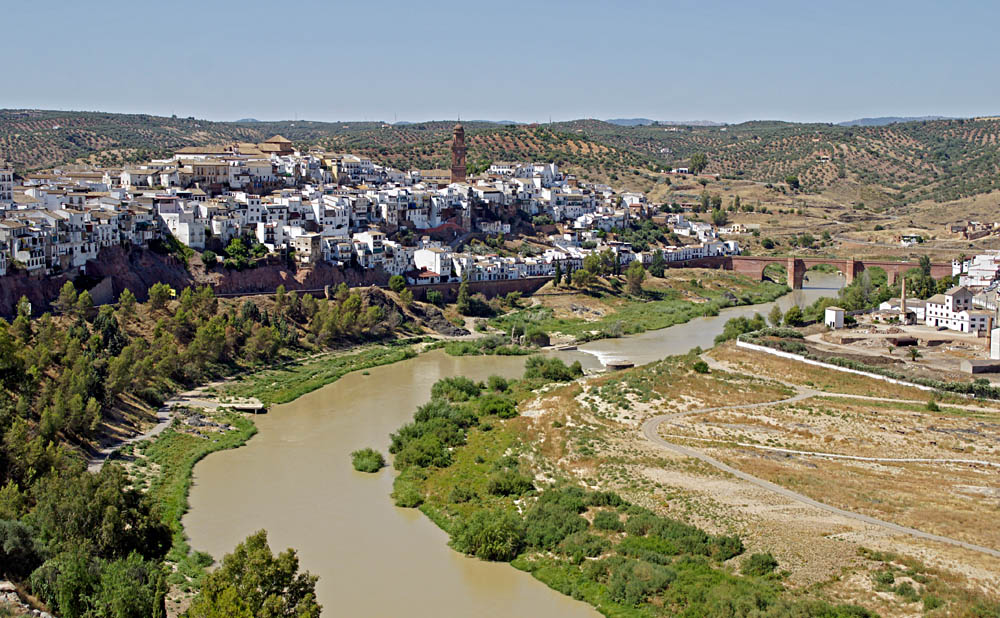
スペインの観測史上最高気温を記録したモントロ

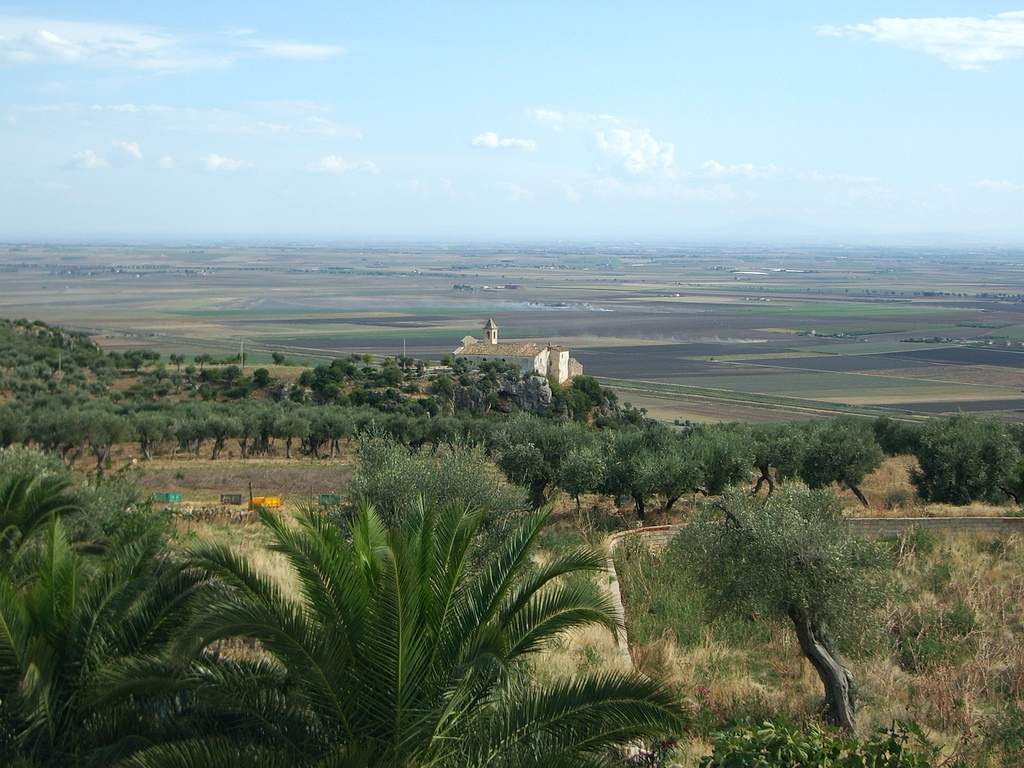
イタリアの観測史上最高気温を記録したフォッジャ

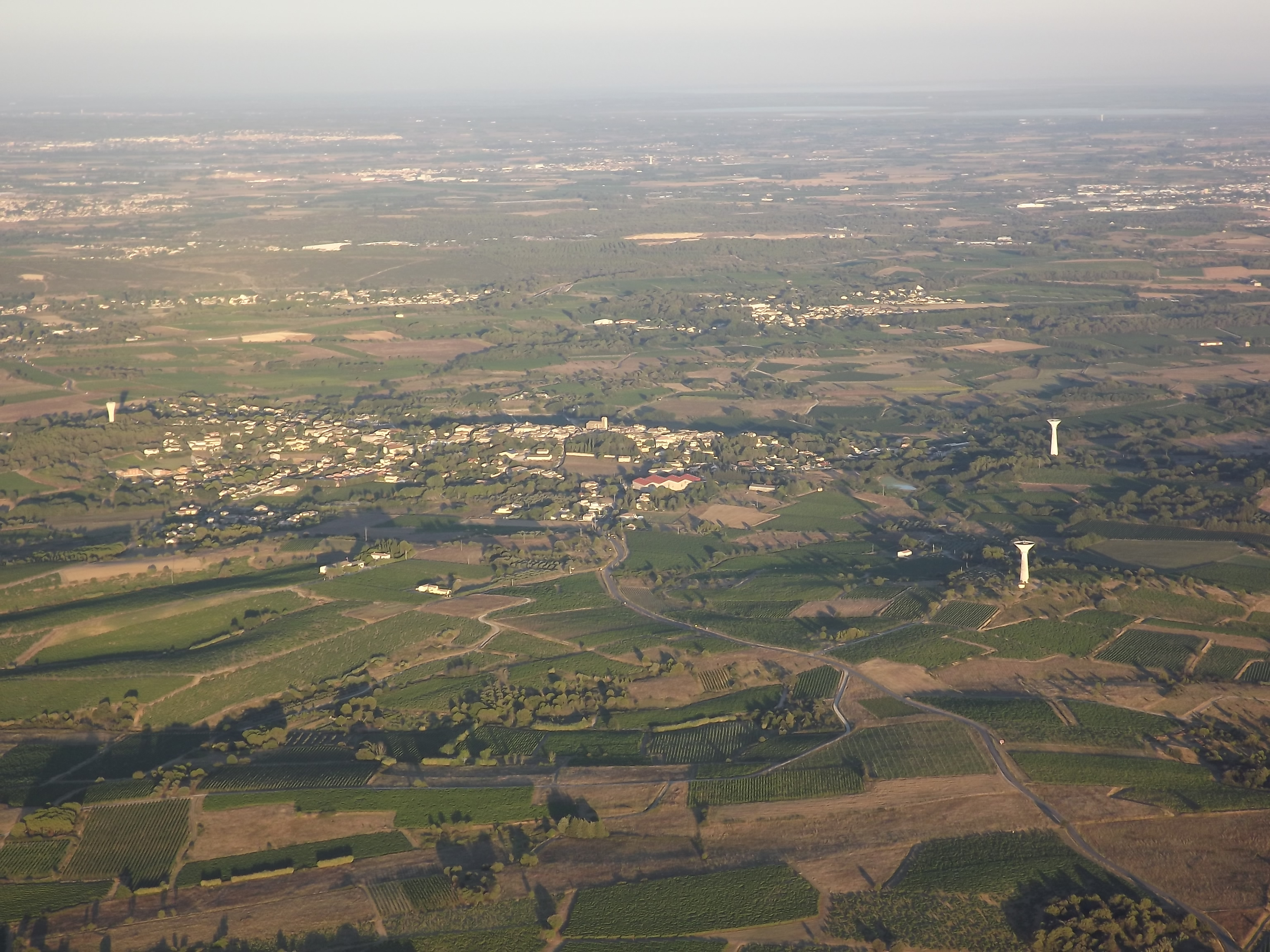
フランスの観測史上最高気温を記録したアントル＝ヴィーニュ

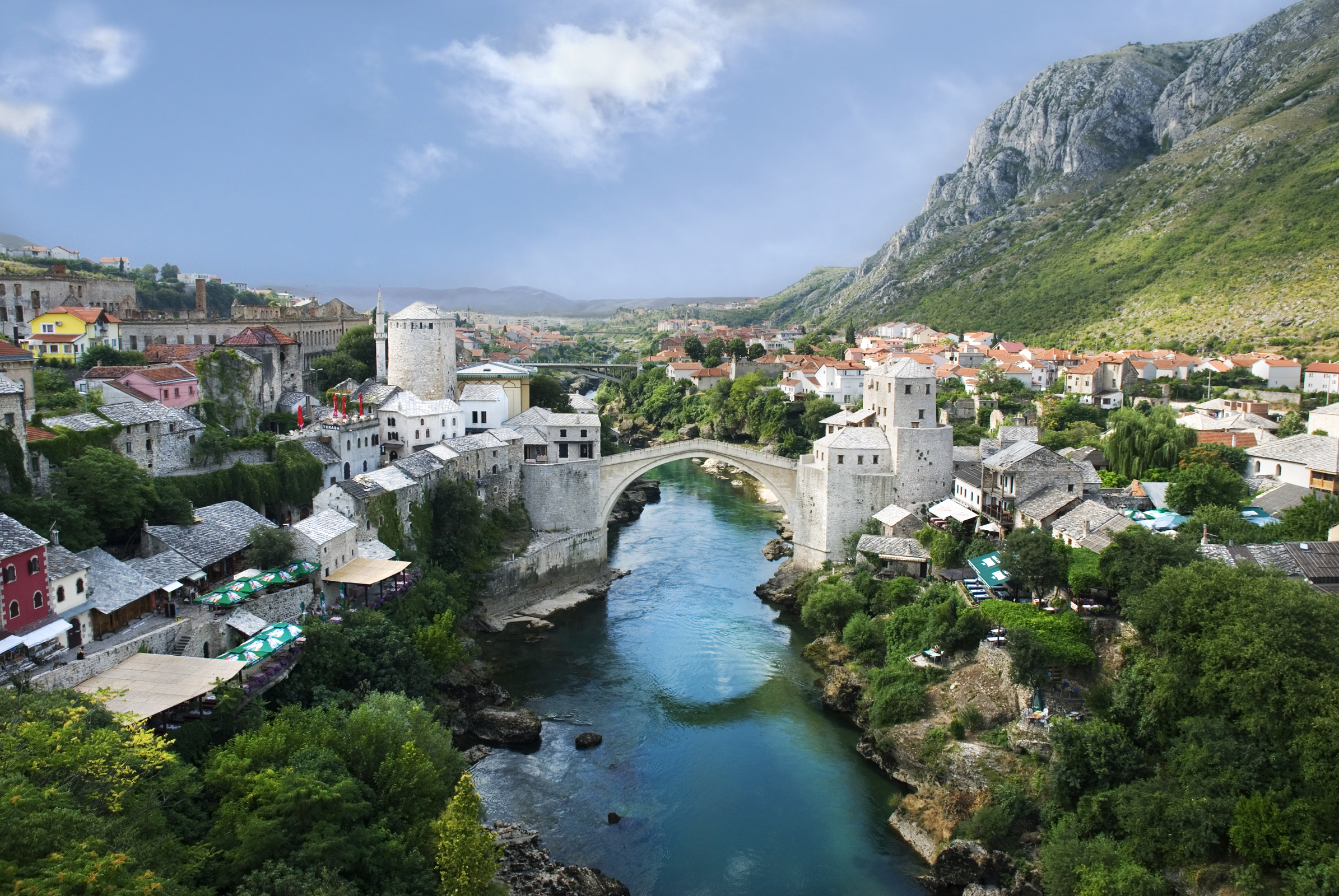
ボスニアヘルツェゴビナの観測史上最高気温を記録したモスタル

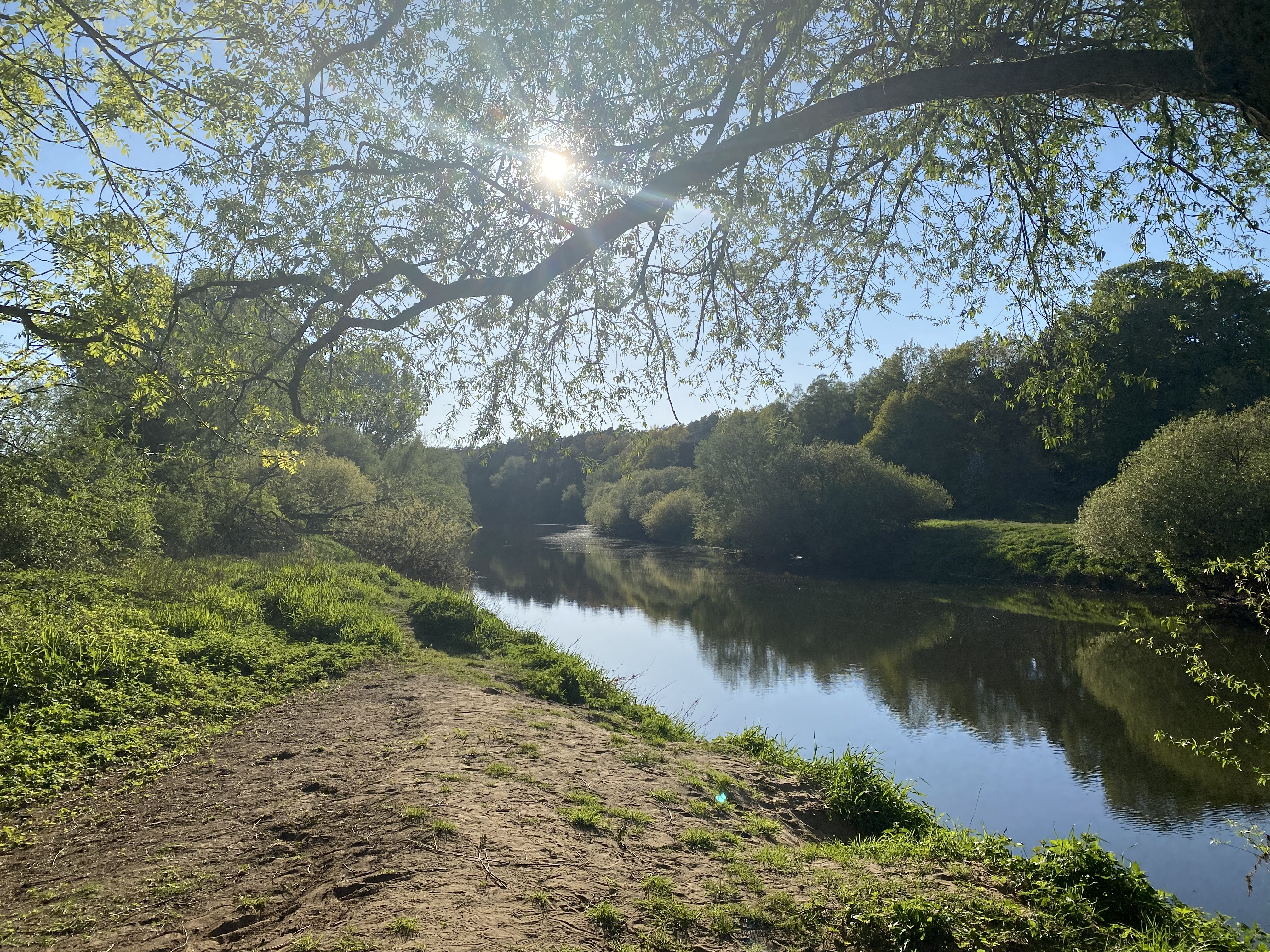
ドイツの観測史上最高気温を記録したリンゲン

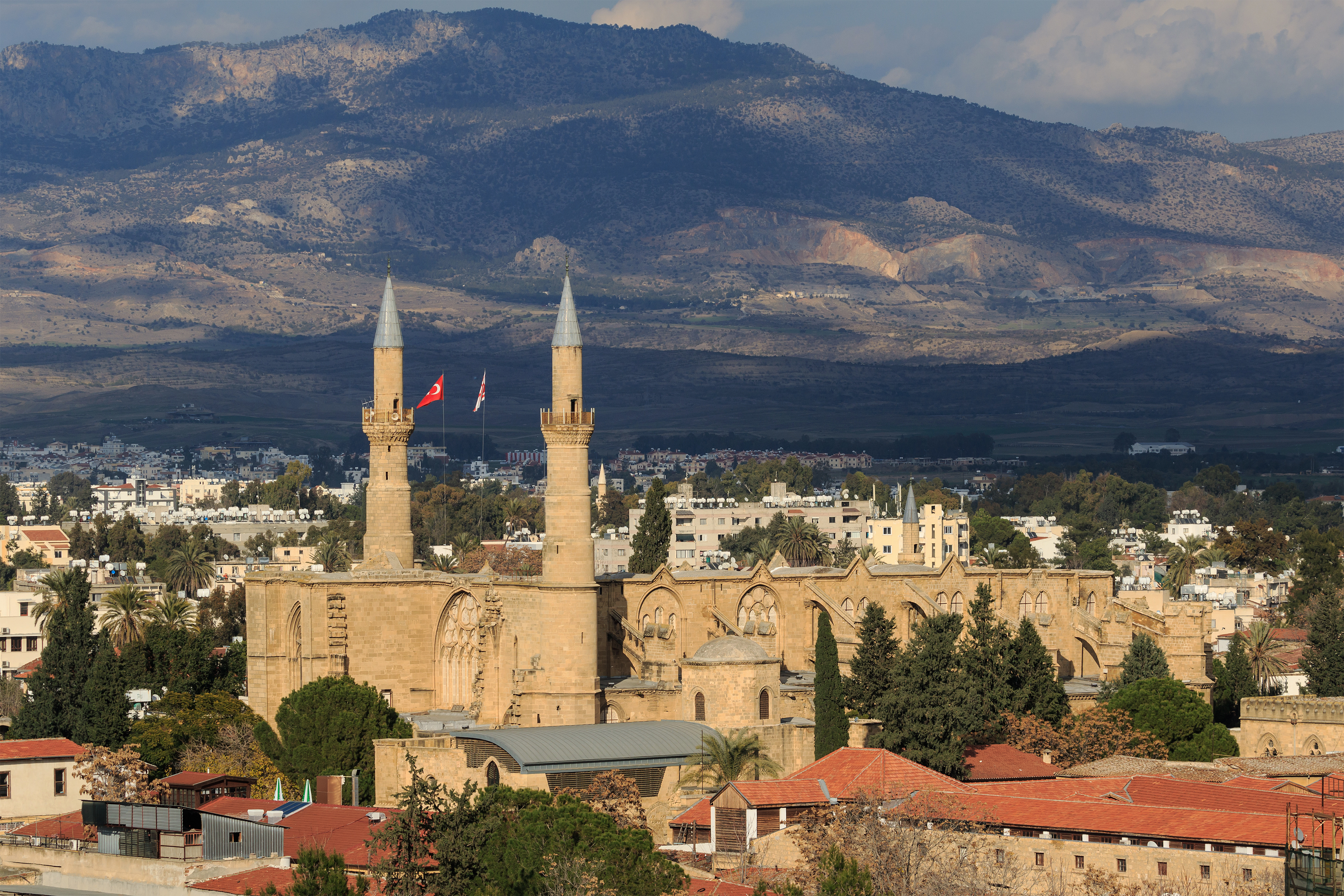
キプロスの観測史上最高気温を記録したニコシア

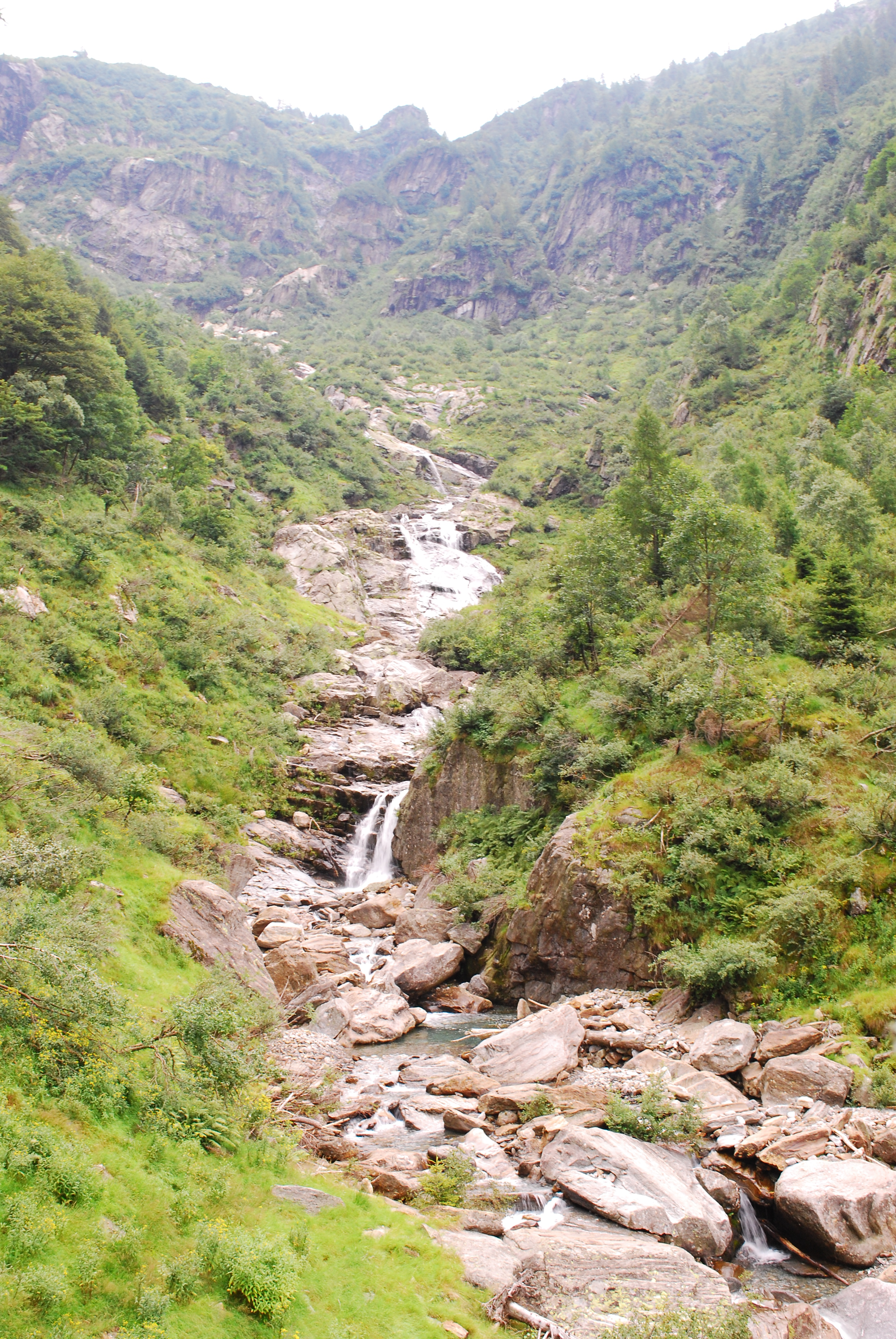
スイスの観測史上最高気温を記録したグローノ

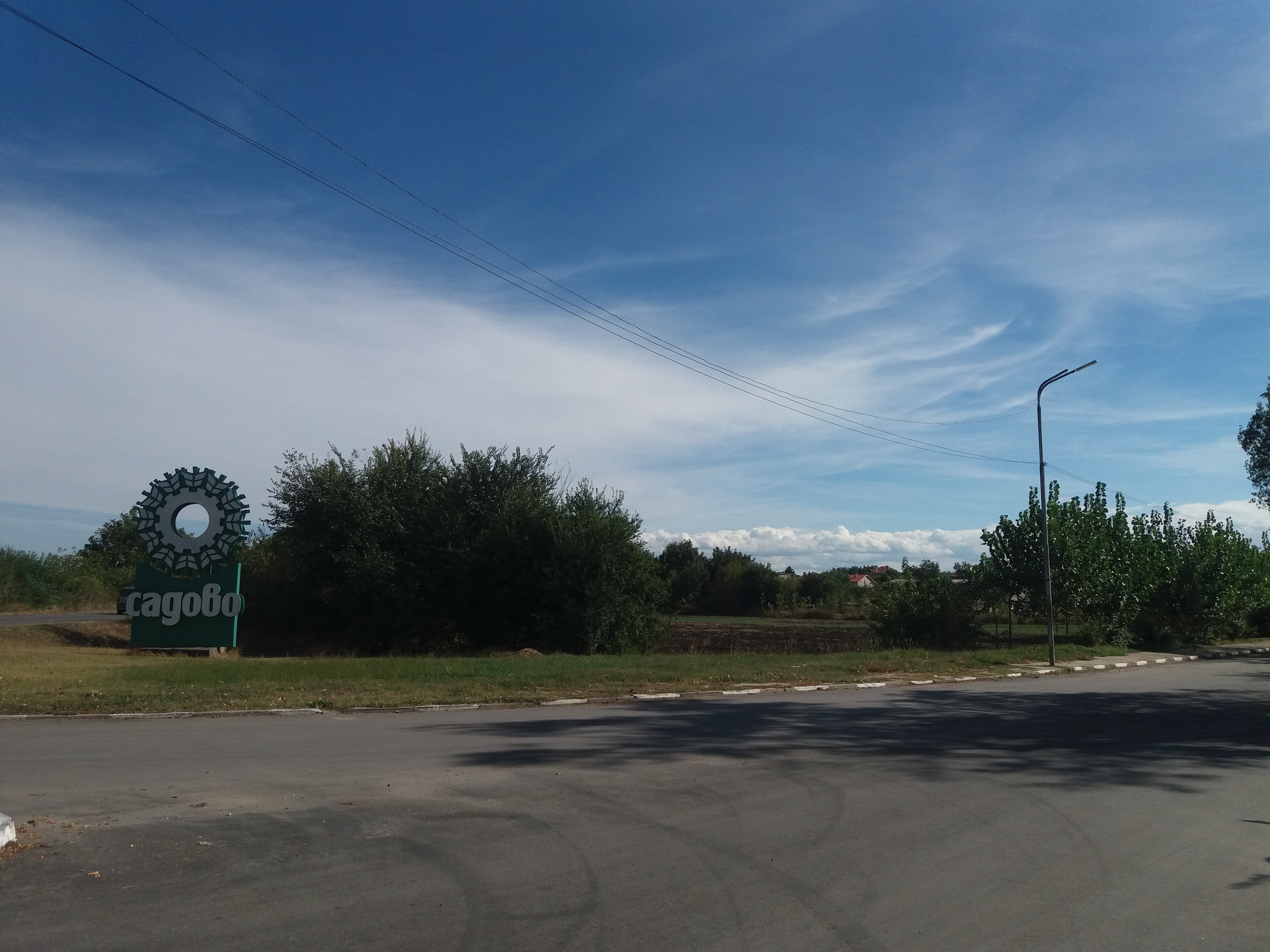
ブルガリアの観測史上最高気温を記録したサドボ

| 国/地域 | 気温  | 町/地点                                                                                | 年月日                     |
| --- | ----- | -------------------------------------------------------------------------------------- | -------------------------- |
| アルバニア | 43.9℃ | ティラナ州ティラナ                                                                     | 1973年                     |
| オーストリア | 40.5℃ | ニーダーエスターライヒ州ブルック・アン・デア・ライタ郡バート・ドイチュ＝アルテンブルク | 2013年8月8日               |
| ベラルーシ | 38.9℃ | ホメリ州ホメリ                                                                         | 2010年8月7日               |
| ベルギー | 41.8℃ | フラームス＝ブラバント州ルーヴェン行政区ベガイネンデイク                               | 2019年7月25日              |
| ボスニア・ヘルツェゴビナ (当時はオスマン帝国・ボスニア・ヴィライェト、オーストリア＝ハンガリー帝国による共同統治) | 46.2℃ | ボスニア・ヘルツェゴビナ連邦ヘルツェゴビナ＝ネレトヴァ県モスタル                       | 1901年7月31日              |
| ブルガリア | 45.2℃ | プロヴディフ州・サドヴォ自治体サドヴォ                                                 | 1916年8月5日               |
| クロアチア (当時はユーゴスラビアのクロアチア社会主義共和国)                                                       | 42.8℃ | ドゥブロヴニク＝ネレトヴァ郡プロチェ                                                   | 1981年8月5日               |
| キプロス | 46.2℃ | ニコシア地区ニコシア（訪問者センター）                                                 | 2020年9月4日               |
| チェコ | 40.4℃ | 中央ボヘミア州プラハ＝ザーパト・ドブジホヴィツェ                                       | 2012年8月20日              |
| デンマーク | 36.4℃ | 中央ユラン地域ホルステブロー自治体ホルステブロー                                       | 1975年8月10日              |
| エストニア | 35.6℃ | ヴォル県ヴォル                                                                         | 1992年8月11日              |
| フィンランド | 37.2℃ | 北カルヤラ県リペリ（ヨエンスー空港）                                                   | 2010年7月29日              |
| フランス | 46.0℃ | エロー県モンペリエ区リュネル小郡アントル＝ヴィーニュ                                   | 2019年6月28日              |
| ドイツ | 42.6℃ | ニーダーザクセン州エムスラント郡リンゲン                                               | 2019年7月25日              |
| ギリシャ | 48.0℃ | アッティカ地方中央アテネ県アテネ                                                       | 1977年7月10日              |
| ハンガリー | 41.9℃ | バーチ・キシュクン県キスクニャラス地区キスクニャラス                                   | 2007年7月20日              |
| アイスランド (当時はアイスランド王国)                                                                             | 30.5℃ | 東アイスランドデューピボーグル自治体テイガーホーン                                     | 1939年6月22日              |
| アイルランド (当時はイギリスの一部)                                                                               | 33.3℃ | キルケニー県キルケニー（キルケニー城）                                                 | 1887年6月26日              |
| イタリア | 47.0℃ | プッリャ州フォッジャ県フォッジャ                                                       | 2007年6月25日              |
| ラトビア | 37.8℃ | クールラント地方ヴェンツピルス直轄市                                                   | 2014年8月4日               |
| リトアニア | 37.5℃ | ウテナ郡ザラサイ地区自治体ザラサイ                                                     | 1994年7月30日              |
| ルクセンブルク | 40.8℃ | ルクセンブルク小郡スタンセル                                                           | 2019年7月25日              |
| マルタ | 43.8℃ | マルタ島・ルア（マルタ国際空港）                                                       | 1999年8月9日               |
| モルドバ | 42.4℃ | ファレシュティ県ファレシュティ                                                         | 2012年8月7日               |
| モンテネグロ | 44.8℃ | ポドゴリツァ ダニロヴグラード                                                          | 2007年8月16日 2012年8月8日 |
| オランダ | 40.7℃ | 北ブラバント州ギルゼ・エン・レイエン                                                   | 2019年7月25日              |
| 北マケドニア共和国                                                                                                | 45.7℃ | ヴァルダル地方デミル・カピヤ                                                           | 2007年7月24日              |
| ノルウェー | 35.6℃ | ヴェストラン県ネスビエン自治体ネスビエン                                               | 1970年6月20日              |
| ポーランド | 40.2℃ | マゾフシェ県プルシュクフ郡プルシュクフ                                                 | 1921年7月29日              |
| ポルトガル | 47.4℃ | ベージャ県モウラ市アマレレジャ                                                         | 2003年8月1日               |
| ルーマニア | 44.5℃ | ブライラ県ルムニチェル                                                                 | 1951年8月10日              |
| ロシア (ヨーロッパロシア)                                                                                         | 45.4℃ | カルムイク共和国ヤシュクリスキー地区ウッティンスキー自治体ウッタ                       | 2010年7月12日              |
| サンマリノ | 40.3℃ | セラヴァッレ                                                                           | 2017年8月3日 2017年8月9日  |
| セルビア | 44.9℃ | ポドゥナヴリェ郡スメデレヴスカ・パランカ                                               | 2007年7月24日              |
| スロバキア | 40.3℃ | ニトラ県コマールノ地区ハルバノヴォ                                                     | 2007年7月20日              |
| スロベニア | 40.8℃ | 下サヴァ地方ブレージツェ自治体ツェルクニェ・オブ・クルキ                               | 2013年8月8日               |
| スペイン | 47.4℃ | アンダルシア州コルドバ県アルト・グアダルキビル地区モントロ(モントロ・ベガ・アルミジョ) | 2021年8月14日              |
| スウェーデン | 38.0℃ | ウプサラ県ウプサラ自治体ウルトゥナ カルマル県フルツフレード自治体マリラ                | 1933年7月9日 1947年6月29日 |
| スイス | 41.5℃ | グラウビュンデン州モーサ地区グローノ                                                   | 2003年8月11日              |
| ウクライナ | 42.0℃ | ルハーンシク州ルハーンシク                                                             | 2010年8月12日              |
| イギリス | 38.7℃ | イングランド・ケンブリッジシャー州ケンブリッジ                                         | 2019年7月25日              |
| バチカン市国 | 40.7℃ | ローママカオ自動観測所                                                                 | 2017年8月2日               |

### 北アメリカ
略称:ドミニカ→ドミニカ共和国、米バージン→アメリカ領ヴァージン諸島、英バージン→イギリス領ヴァージン諸島、アンチグア→アンティグアバーブーダ

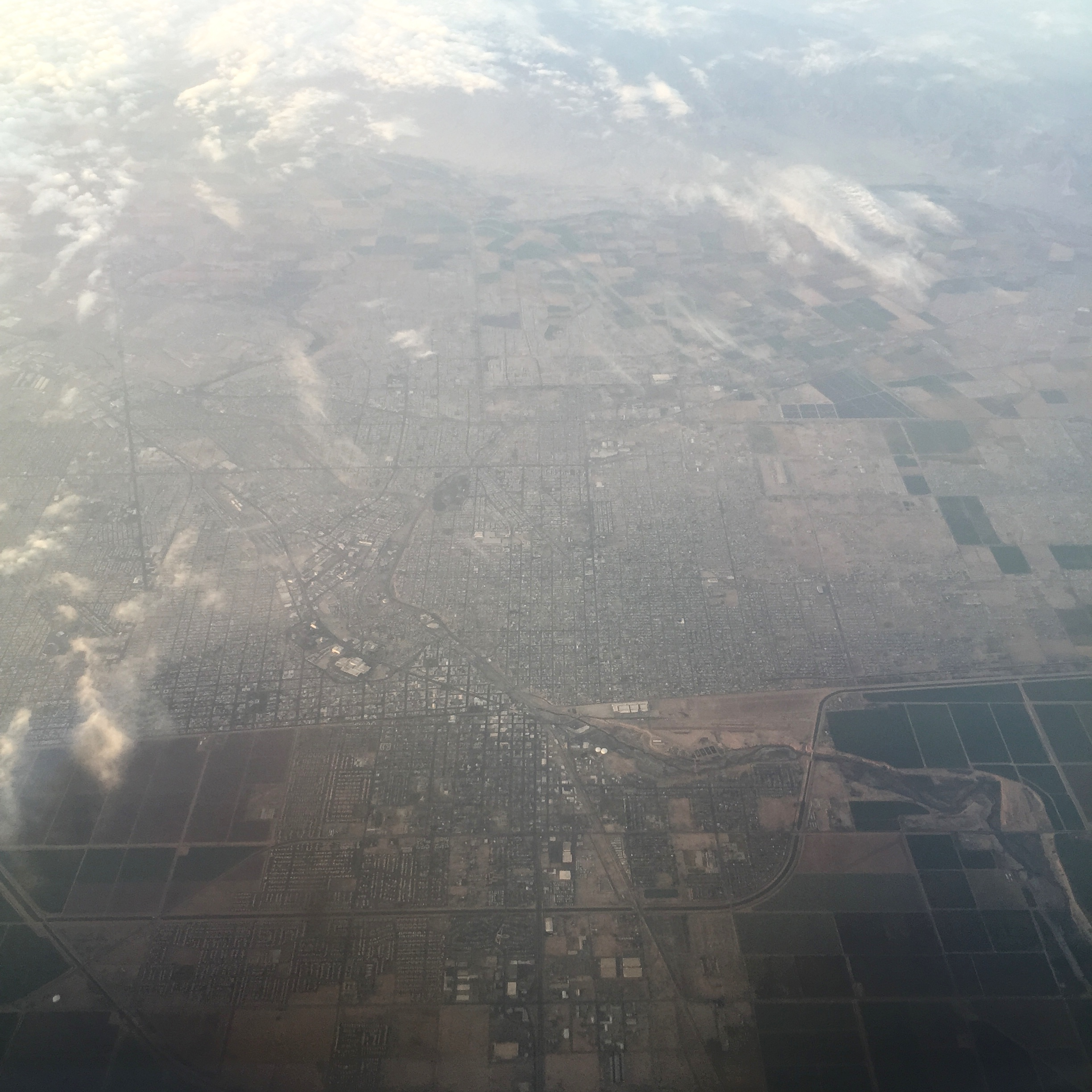
メキシコの観測史上最高気温を記録したメヒカリ

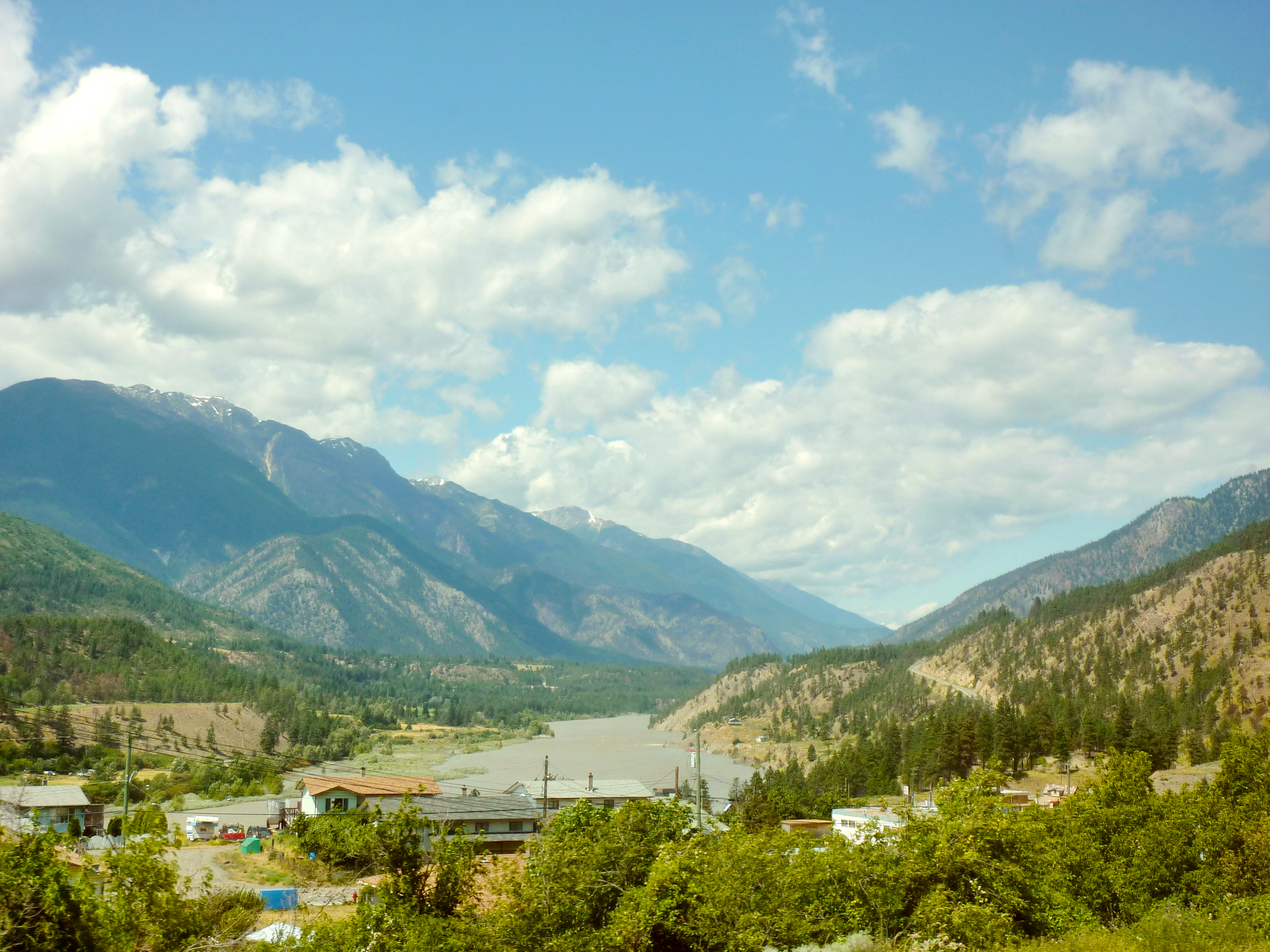
カナダの観測史上最高気温を記録したリットン

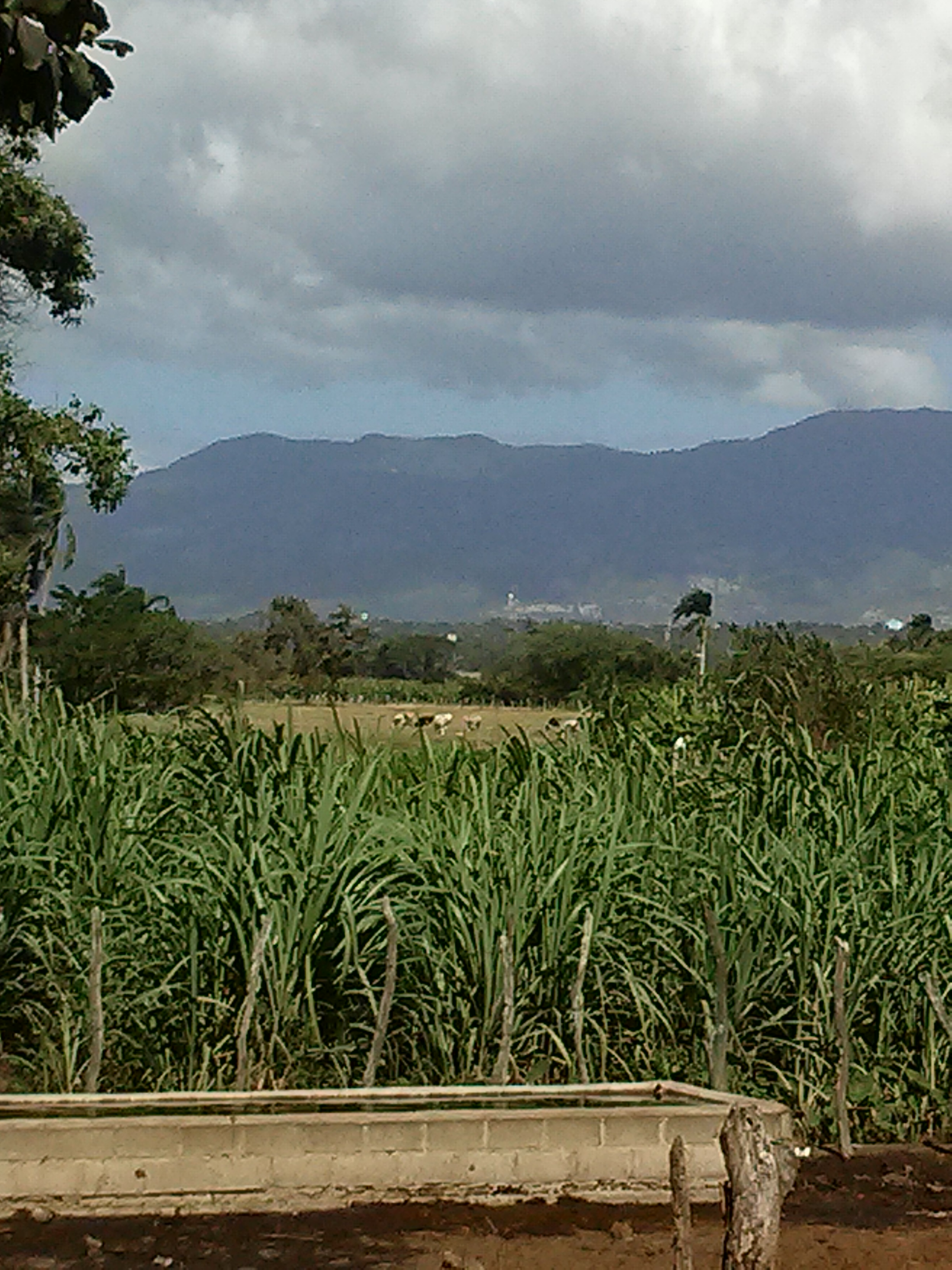
ドミニカ共和国の観測史上最高気温を記録したマオ

| 国/地域                  | 気温  | 町/地点                                                          | 年月日                                    |
| ------------------------ | ----- | ---------------------------------------------------------------- | ----------------------------------------- |
| アンギラ                 | 34.2℃ | アンギラ島バレー                                                 | 2015年9月12日                             |
| アンティグア・バーブーダ | 34.9℃ | アンティグア島セントジョン教区セントジョンズ（VCバード国際空港） | 1995年8月12日                             |
| イギリス領ヴァージン諸島 | 35.0℃ | ビーフ島（ターランス B. レットサム国際空港）                     | 2016年7月22日                             |
| カナダ                   | 49.6℃ | ブリティッシュコロンビア州トンプソン・ニコラ地域リットン         | 2021年6月29日                             |
| ケイマン諸島             | 34.9℃ | グランドケイマン島ジョージタウン（オーウェン・ロバーツ国際空港） | 2016年8月21日                             |
| キューバ                 | 39.1℃ | グランマ州ヤラ自治体ベグイタ                                     | 2020年4月12日                             |
| ドミニカ国               | 35.5℃ | セント・ジョージ教区ロゾー（ケインフィールド空港）               | 2015年10月3日                             |
| ドミニカ共和国           | 43.0℃ | バルベルデ州マオ                                                 | 1954年8月31日                             |
| グリーンランド           | 30.1℃ | セルメルソーク自治体イビッツート                                 | 1915年6月23日                             |
| グアテマラ               | 45℃   | サカパ県エスタンスエラ                                           | 不明                                      |
| マルティニーク           | 36.5℃ | サン・ピエール区サン・ピエール                                   | 2010年10月6日                             |
| メキシコ                 | 52.0℃ | バハ・カリフォルニア州メヒカリ自治体メヒカリ近郊                 | 1995年7月28日                             |
| パナマ                   | 40.0℃ | パナマ県パナマ地区パナマシティサンフランシスコ地区               | 1998年3月20日                             |
| プエルトリコ             | 40℃   | マヤグエス市モナ島・モニト島居住区モナ島                         | 1996年7月2日                              |
| アメリカ                 | 56.7℃ | カリフォルニア州インヨー郡ファーニスクリーク（デスバレー）       | 1913年7月10日                             |
| アメリカ領ヴァージン諸島 | 37.2℃ | セント・トーマス島 セント・ジョン島クルーズ・ベイ                | 1994年8月4日、1996年6月23日 1988年7月31日 |

### オセアニア
| 国/地域          | 気温  | 町/地点                                                                                                 | 年月日                     |
| ---------------- | ----- | --- | -------------------------- |

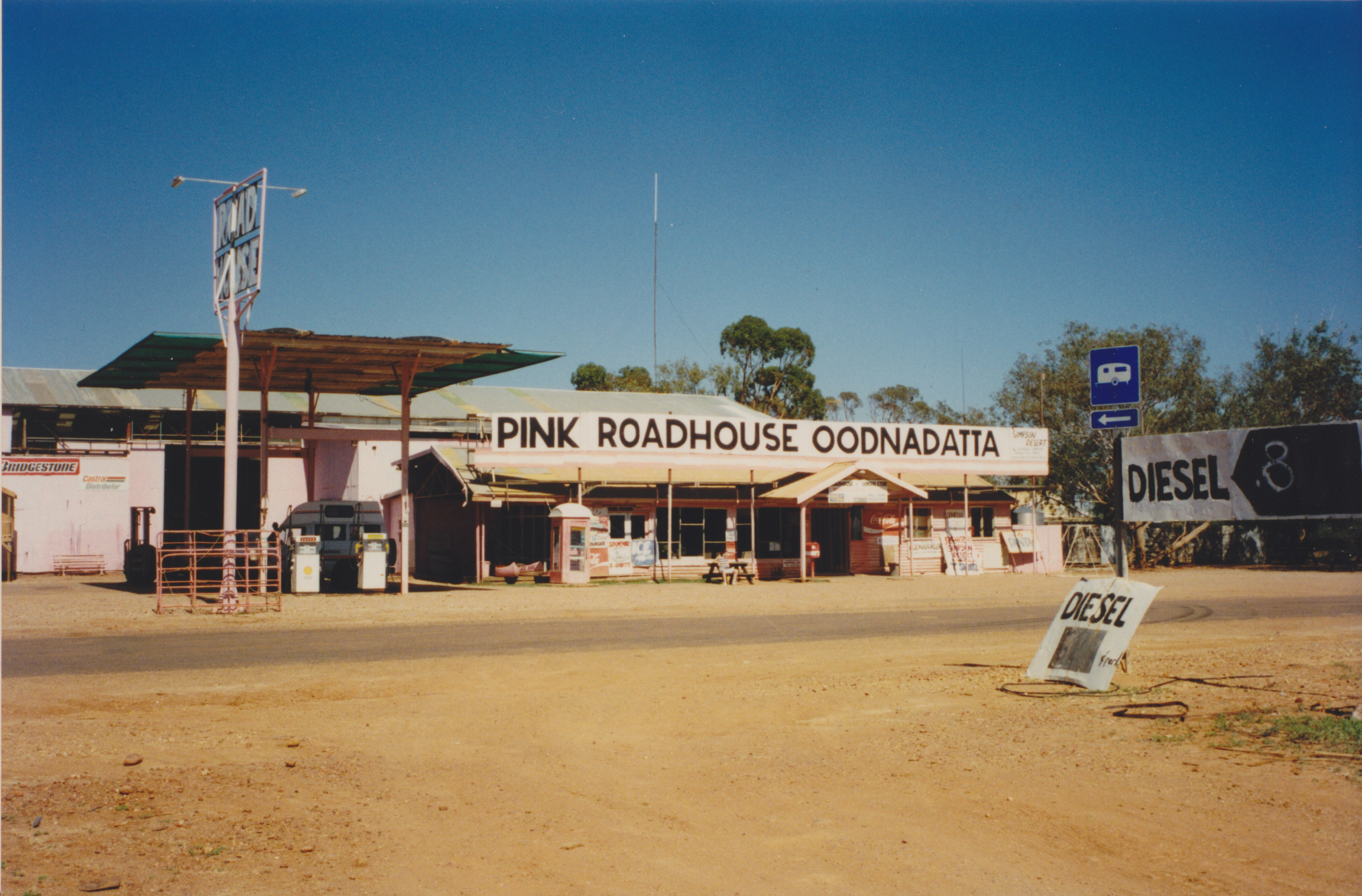
オセアニアの観測史上最高気温を記録したオーストラリアのウードナダッタ

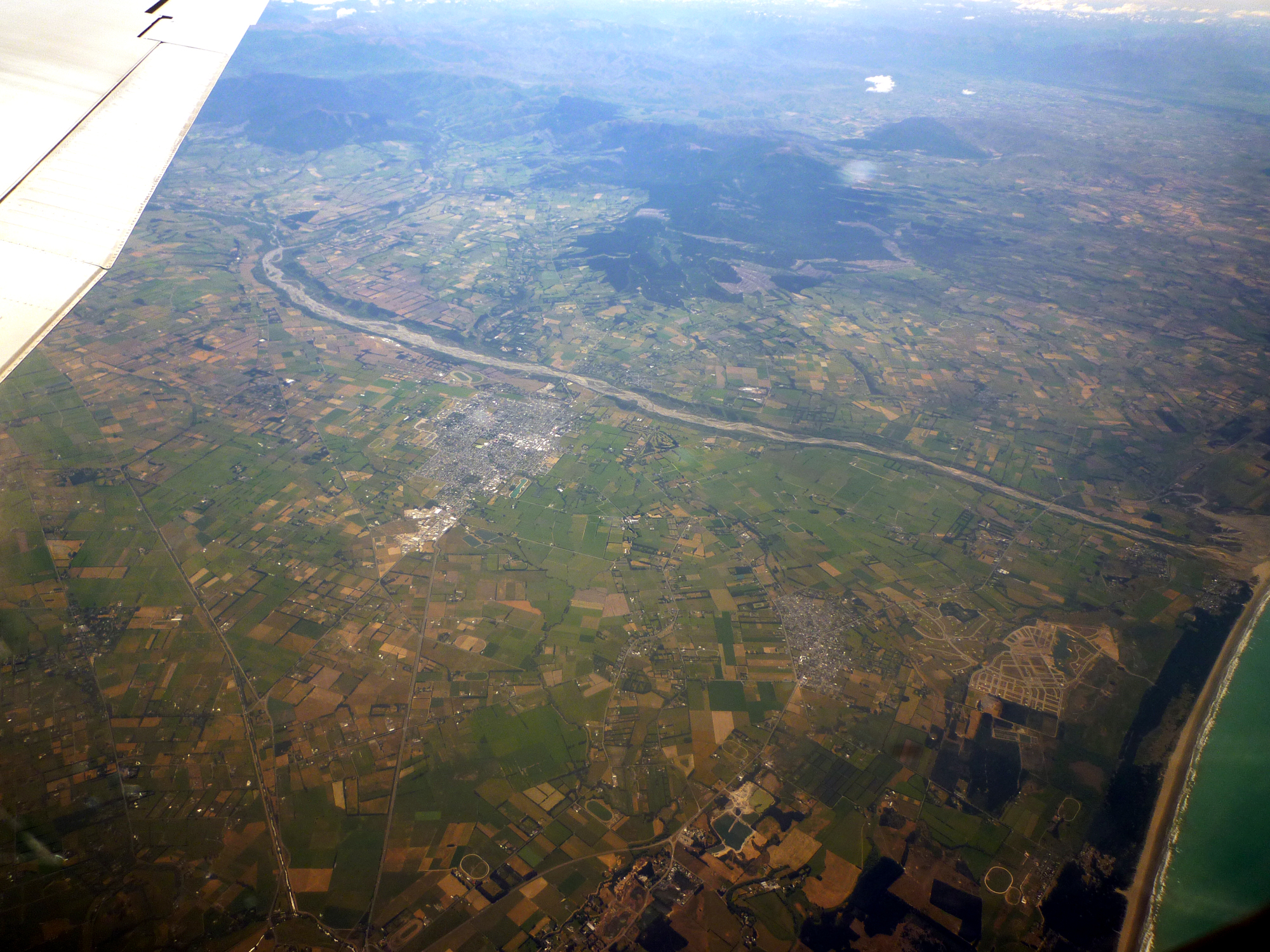
ニュージーランドの観測史上最高気温を記録したランギオラ（中央やや左）

| オーストラリア   | 50.7℃ | サウスオーストラリア州極北地域ウードナダッタ 西オーストラリア州ピルバラ地域アッシュバートン郡オンズロー | 1960年1月2日 2022年1月13日 |
| マーシャル諸島   | 35.6℃ | ラタック列島ウチリック環礁                                                                              | 2016年8月24日              |
| ニュージーランド | 42.4℃ | カンタベリー地方ワイマカリリ地区ランギオラ マールボロ地方ジョルダン (タイ記録)                          | 1973年2月7日               |
| パラオ           | 35℃   | コロール州                                                                                              | 2018年3月22日              |
| サモア           | 35.3℃ | サバイイ島ベサイガーノ地区アサウ                                                                        | 1968年12月24日             |
| ソロモン諸島     | 36.1℃ | ガダルカナル州ガダルカナル島ホニアラ                                                                    | 2010年2月1日               |
| トンガ           | 35.5℃ | ニウアス諸島ニウアフォオウ島                                                                            | 2016年2月1日               |
| バヌアツ         | 36.2℃ | マランパ州マレクラ島ラマプ                                                                              | 2016年2月8日               |
| ウォリス・フツナ | 35.8℃ | フツナ島（フツナ空港）                                                                                  | 2016年1月10日              |

### 南アメリカ

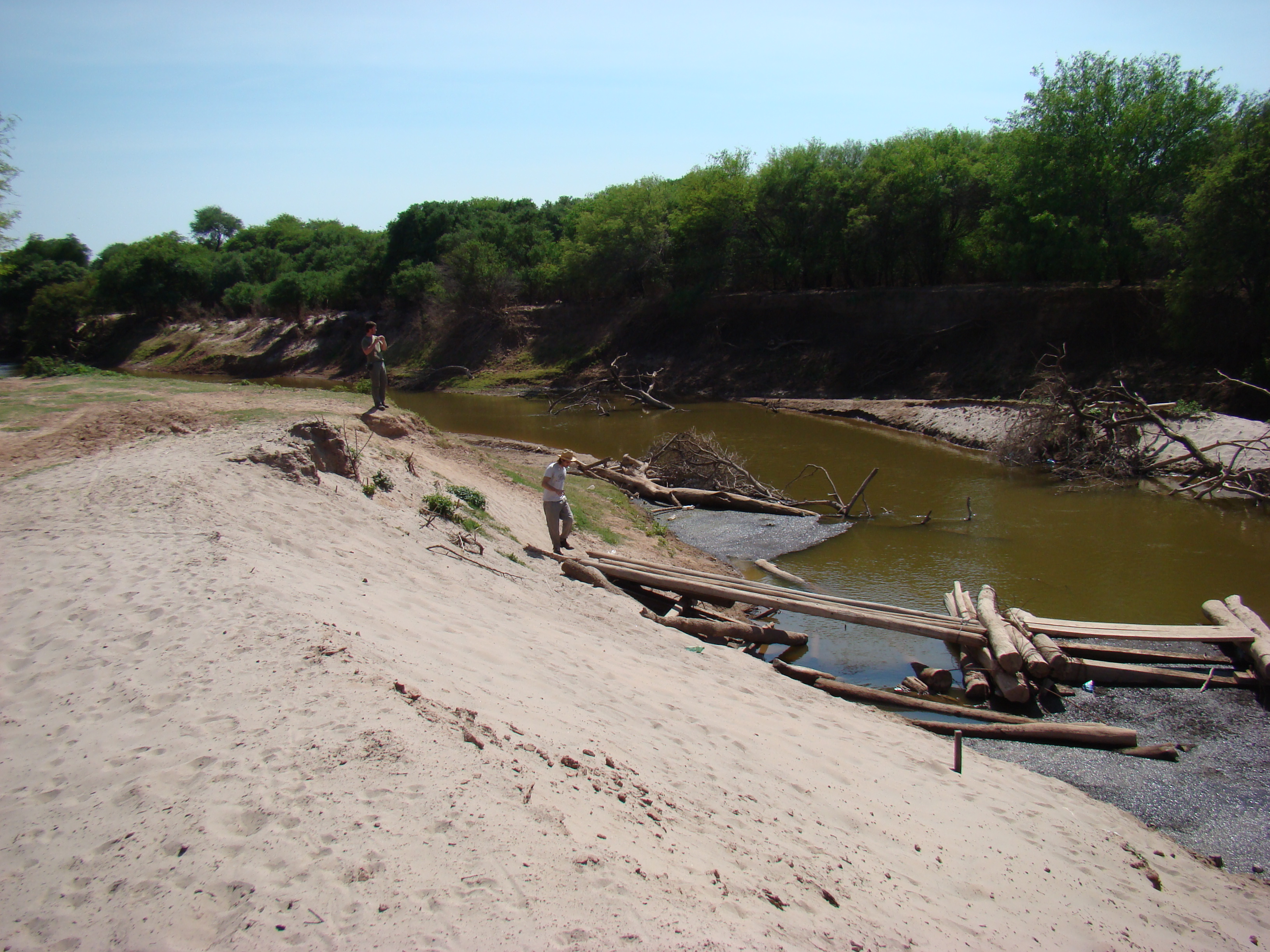
南アメリカの観測史上最高気温を記録したアルゼンチンのリバダビア近郊。

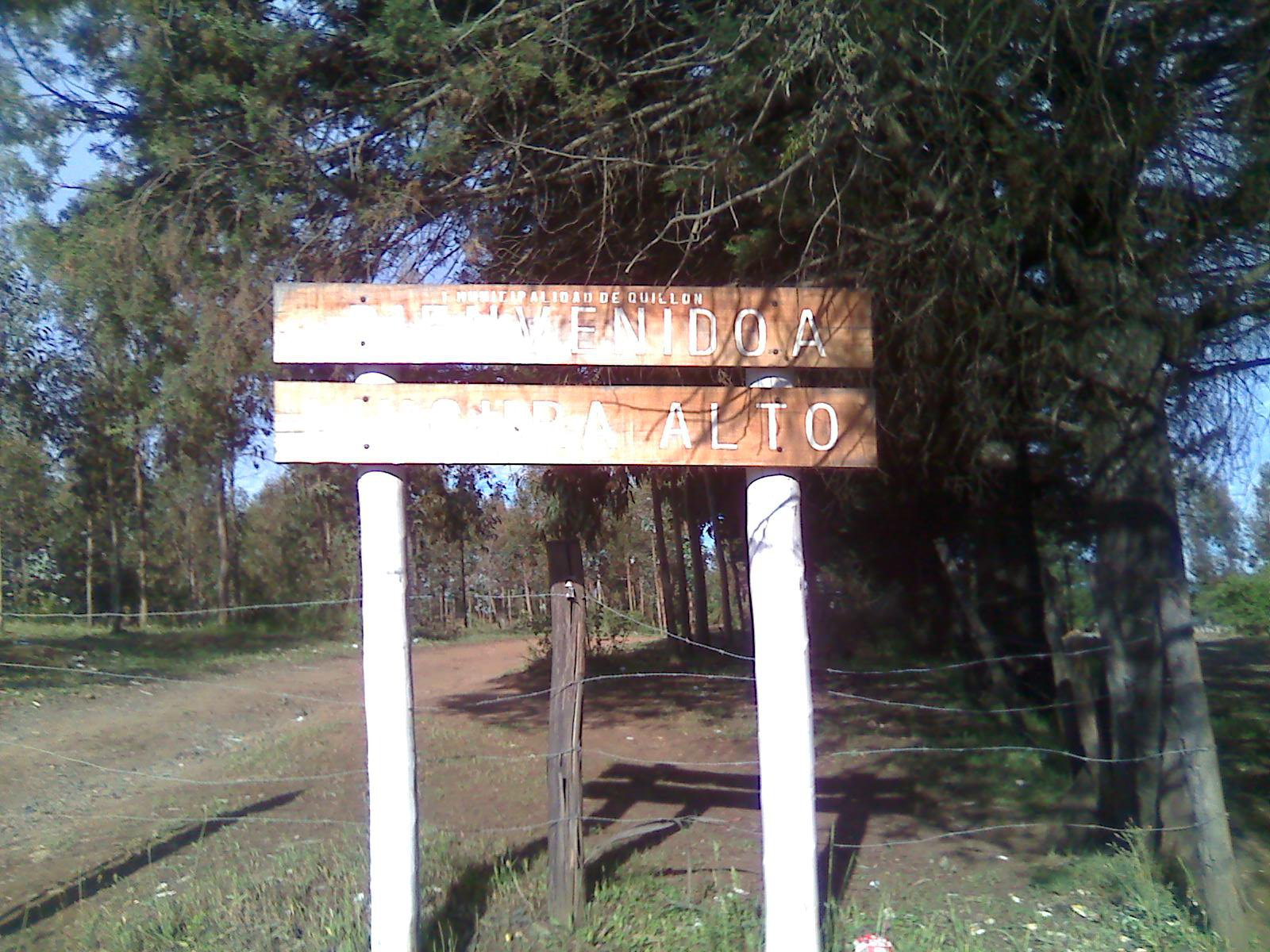
チリの観測史上最高気温を記録したキリョン

| 国/地域          | 気温  | 町/地点                                                                | 年月日                       |
| ---------------- | ----- | ---------------------------------------------------------------------- | ---------------------------- |
| アルゼンチン     | 48.9℃ | サルタ州リバダビア・デパルタメントリバダビア                           | 1905年12月11日               |
| ボリビア         | 46.7℃ | タリハ県グランチャコ郡ビヤ・モンテス                                   | 2010年10月29日               |
| ブラジル         | 44.7℃ | マットグロッソ州クイアバ地域ディアマンティーノ地区ノーヴァ・マリンガー | 2020年11月4日・2020年11月5日 |
| チリ             | 44.9℃ | ニュブレ州ディグイリン県キリョン                                       | 2017年1月26日                |
| コロンビア       | 45.0℃ | クンディナマルカ県バホ・マグダレナ郡プエルト・サルガル                 | 2015年12月29日               |
| フランス領ギアナ | 38.0℃ | サン＝ローラン＝デュ＝マロニ郡サン＝ローラン＝デュ＝マロニ             | 2016年9月27日                |
| パラグアイ       | 45.0℃ | ボケローン県ソナ・ペリカノペラヨ・プラッツギル飛行場                   | 2009年11月14日               |
| ウルグアイ       | 44.0℃ | パイサンドゥ県パイサンドゥー                                           | 1943年1月20日                |
| ベネズエラ       | 43.6℃ | ファルコン州ミランダ自治体コロ                                         | 2015年4月29日                |

## その他の高温記録

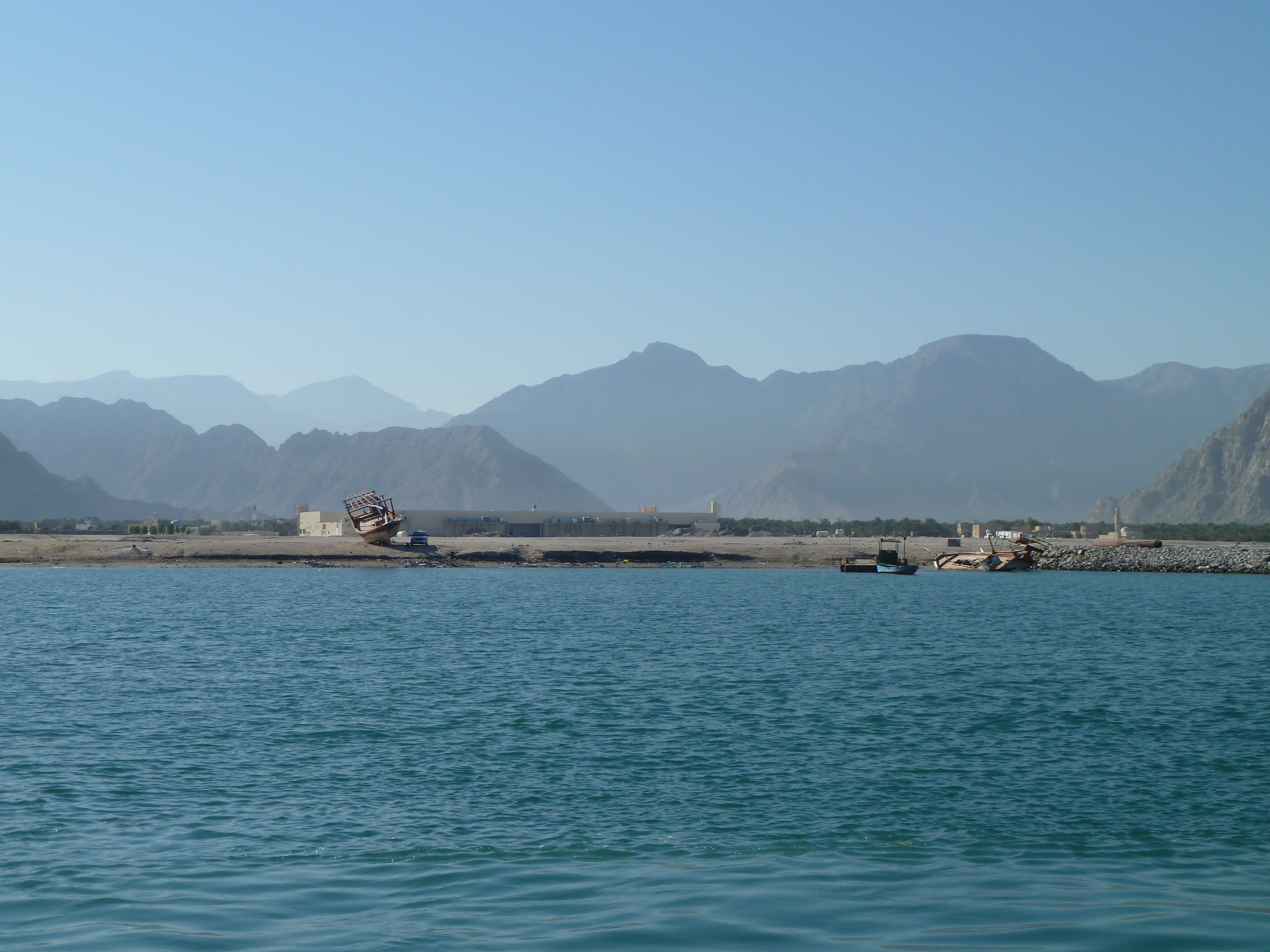
夜間の最低気温の最高記録が観測されたオマーンのハサブ

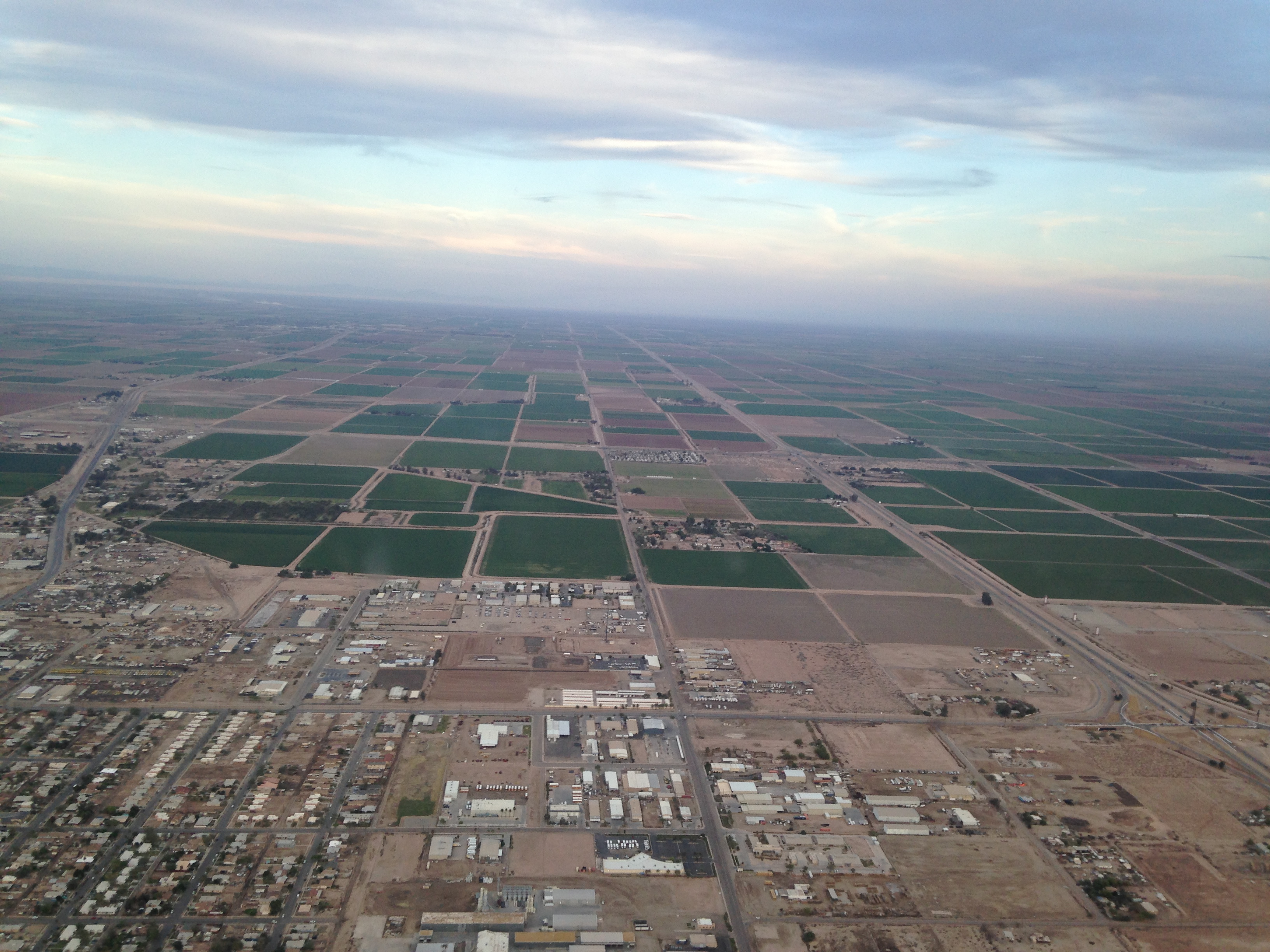
降水中の観測史上最高気温を記録したアメリカ合衆国のインペリアル

- 最高気温37.8℃以上の日の最長連続記録: 160日; 西オーストラリア州ピルバラ地域イーストピルバラシャー（英語版）地区マーブル・バー（英語版）、1923年10月31日から1924年4月7日まで[154]。
- 最高気温48.9℃以上の日の最長連続記録: 43日;アメリカ合衆国カリフォルニア州インヨー郡デスバレー、1917年7月6日から同年8月17日まで[155]。
- 地表面温度の最高記録: 93.9℃;アメリカ合衆国カリフォルニア州インヨー郡デスバレー、1972年7月15日[156](未確認)
- 降水中の最高気温記録: 48.3℃;カリフォルニア州インペリアル郡インペリアル（英語版）、2018年7月24日[157][注釈 24]。 (未確認)
- 夜間の最低気温の最高記録: 44.2℃;オマーン・ムサンダム特別行政区ハサブ気象観測所(世界気象機関による番号は41241)、2017年6月17日[158][注釈 25]。
- 24時間並びに1暦日における最低気温の最高記録: 42.6℃;オマーン・マスカット特別行政区クライヤト（英語版）、2018年6月25日[160][注釈 1]。
- 月平均気温の最高記録: 42.3℃;カリフォルニア州デスバレー、2018年7月[161][162][注釈 24]。
- 北極圏における気温の最高記録: 2020年6月20日にロシア極東連邦管区サハ共和国ヴェルホヤンスキー地区（英語版）ヴェルホヤンスクで記録された38.0℃[163][164][165]。